# Leptailurus serval
Il servàlo (detto anche servàl o gattopardo africano, nome scientifico Leptailurus serval Schreber, 1776) è un felino selvatico originario dell'Africa. Piuttosto raro nel Nordafrica e nel Sahel, è ampiamente diffuso nei paesi subsahariani, fatta eccezione per le regioni occupate dalla foresta pluviale. Sulla lista rossa della IUCN figura come «specie a rischio minimo» (Least Concern).
È l'unico membro del genere Leptailurus Severtzov, 1858 e venne descritto per la prima volta dal naturalista tedesco Johann Christian Daniel von Schreber nel 1776. Ne vengono riconosciute tre sottospecie. Il serval è un felino snello, di medie dimensioni, che misura 54-62 cm di altezza alla spalla e pesa tra i 9 e i 18 kg. È caratterizzato da una testa piccola, delle grandi orecchie, un mantello di colore variabile dal giallo oro al beige con macchie e strisce nere, e una breve coda dalla punta nera. Rispetto alle dimensioni generali del corpo, il serval è il felino con le zampe più lunghe.
Attivi sia di giorno che di notte, i serval tendono a condurre un'esistenza solitaria, con interazioni sociali ridotte al minimo. Gli esemplari di entrambi i sessi hanno un proprio territorio  di 10-32 km², che viene marcato con feci e saliva. I serval sono carnivori - predano roditori (in particolare ratti delle paludi), piccoli uccelli, rane, insetti e rettili. Il serval utilizza l'udito per localizzare la preda; per uccidere piccole prede, effettua salti verticali da terra fino ad oltre 2 m di altezza per poi atterrare sulla vittima con le zampe anteriori e infine ucciderla con un morso sul collo o sulla testa. L'accoppiamento ha luogo in periodi differenti dell'anno a seconda della varie zone del suo areale, ma in genere una o due volte l'anno nella stessa area. Dopo un periodo di gestazione di due o tre mesi, la femmina dà alla luce da uno a quattro piccoli. Svezzati all'età di un mese, questi ultimi iniziano a catturare da soli le prime prede a sei mesi e lasciano la madre a 12 mesi.
Il serval predilige le aree con una fitta copertura, come canneti, zone ricoperte da erba alta e le aree vicine agli specchi d'acqua, e si incontra pertanto in zone umide e savane. È presente in numerose aree protette sparse in tutto il suo areale, e la caccia a questo animale è vietata o regolamentata a seconda dei paesi.

## Tassonomia
Il nome scientifico del serval è Leptailurus serval. È l'unica specie del genere Leptailurus. Venne descritto per la prima volta dal naturalista tedesco Johann Christian Daniel von Schreber con il nome di Felis serval. Nel 1858, il naturalista russo Nikolaj Severcov propose il nome generico Leptailurus.
Nel XIX e XX secolo, alcuni tassonomisti, analizzando le varie pelli di serval, identificarono due specie sulla base del modello del mantello: Felis serval (il serval), con macchie grandi e pronunciate, e F. servalina o F. ornata (il gatto servalino), ricoperto da punti a forma di lentiggine. F. servalina venne descritto per la prima volta nel 1839 dal naturalista irlandese William Ogilby a partire da un esemplare proveniente dalla Sierra Leone; nel 1867, lo zoologo britannico John Edward Gray descrisse F. herschelii in base ad una pelle di provenienza indiana, ma che probabilmente si trattava di un'altra pelle di gatto servalino. Nel 1907, lo zoologo britannico Reginald Innes Pocock giunse alla conclusione che le due forme dovevano essere considerate specie indipendenti, ma ritrattò questa affermazione nel 1917. Alla fine, le due forme vennero riconosciute appartenenti alla stessa specie. Un'altra forma, F. himalayanus (il serval dell'Himalaya), venne descritta a partire da una pelle proveniente dalla regione himalayana; tuttavia, il naturalista scozzese William Jardine annotò in The Naturalist's Library (1843) che nessun esemplare del genere era stato identificato da lui o dai suoi colleghi e che differiva considerevolmente dal comune serval. Nel 1944, Pocock identificò tre razze di serval nell'Africa settentrionale.
Le relazioni filogenetiche del serval sono rimaste per lungo tempo in discussione; nel 1997, i paleontologi M. C. McKenna e S. K. Bell classificò Leptailurus come un sottogenere di Felis, mentre altri, come O. R. P. Bininda-Edmonds (dell'Università tecnica di Monaco) hanno raggruppato questo genere con Felis, Lynx e Caracal. Gli studi degli anni 2000 e 2010 indicano che il serval, insieme al caracal e al gatto dorato africano, forma una delle otto linee evolutive della famiglia Felidae. Secondo uno studio genetico del 2006, questa linea evolutiva fece la sua comparsa 8,5 milioni di anni fa e l'antenato di questo lignaggio arrivò in Africa 8,5-5,6 milioni di anni fa.

### Sottospecie
Un tempo erano riconosciute fino a 18 sottospecie:
- L. s. beirae Wroughton, 1910
- L. s. brachyurus Wagner, 1841
- L. s. constantinus Forster, 1780
- L. s. faradjius J. A. Allen, 1924
- L. s. ferrarii de Beaux, 1924
- L. s. hamiltoni Roberts, 1931
- L. s. hindei Wroughton, 1910
- L. s. kempi Wroughton, 1910
- L. s. kivuensis Lönnberg, 1919
- L. s. lipostictus Pocock, 1907
- L. s. lonnbergi Cabrera, 1910
- L. s. mababiensis Roberts, 1932
- L. s. pantastictus Pocock, 1907
- L. s. phillipsi G. M. Allen, 1914
- L. s. pococki Cabrera, 1910
- L. s. robertsi Ellerman, Morrison-Scott e Hayman, 1953
- L. s. serval Schreber, 1776
- L. s. togoensis Matschie, 1893

Ma nel 1944, Pocock riconobbe tre razze serval in Nord Africa. Tre sottospecie sono riconosciute valide dal 2017:
- L.s. serval: la sottospecie nominale, diffusa nell'Africa meridionale
- L.s. constantina: diffusa nell'Africa centrale e occidentale
- L.s. lipostictus: diffusa in Africa orientale

### Filogenesi
Lo studio del 2006 ha indicato che le relazioni filogenetiche del serval sono le seguenti:
|          | Gatto marmorizzato (P. marmorata)                                                                                  |
|          | |
| Catopuma | \| \| Gatto dorato del Borneo (Catopuma badia) \| \| \| \| \| \| Gatto dorato asiatico (C. temminckii) \| \| \| \| |
|          | \| \| Gatto dorato del Borneo (Catopuma badia) \| \| \| \| \| \| Gatto dorato asiatico (C. temminckii) \| \| \| \| |
|          | Gatto dorato del Borneo (Catopuma badia)                                                                           |
|          | |
|          | Gatto dorato asiatico (C. temminckii)                                                                              |
|          | |

|  | Gatto dorato del Borneo (Catopuma badia) |
|  |                                          |
|  | Gatto dorato asiatico (C. temminckii)    |
|  |                                          |

|  | Serval (Leptailurus serval)                                                                |
|  |                                                                                            |
|  | \| \| Caracal (C. caracal) \| \| \| \| \| \| Gatto dorato africano (C. aurata) \| \| \| \| |
|  |                                                                                            |
|  | Caracal (C. caracal)                                                                       |
|  |                                                                                            |
|  | Gatto dorato africano (C. aurata)                                                          |
|  |                                                                                            |

|  | Caracal (C. caracal)              |
|  |                                   |
|  | Gatto dorato africano (C. aurata) |
|  |                                   |

|  | Ocelot (L. pardalis) |
|  |                      |
|  | Margay (L. wiedii)   |
|  |                      |

|  | Gatto delle Ande (L. jacobita)   |
|  |                                  |
|  | Gatto delle pampas (L. colocolo) |
|  |                                  |

|  | \| \| Gatto di monte (L. geoffroyi) \| \| \| \| \| \| Kodkod (L. guigna) \| \| \| \| |
|  |                                                                                      |
|  | Gatto tigre (L. tigrinus)                                                            |
|  |                                                                                      |
|  | Gatto di monte (L. geoffroyi)                                                        |
|  |                                                                                      |
|  | Kodkod (L. guigna)                                                                   |
|  |                                                                                      |

|  | Gatto di monte (L. geoffroyi) |
|  |                               |
|  | Kodkod (L. guigna)            |
|  |                               |

|  | Gatto delle Ande (L. jacobita)   |
|  |                                  |
|  | Gatto delle pampas (L. colocolo) |
|  |                                  |

|  | \| \| Gatto di monte (L. geoffroyi) \| \| \| \| \| \| Kodkod (L. guigna) \| \| \| \| |
|  |                                                                                      |
|  | Gatto tigre (L. tigrinus)                                                            |
|  |                                                                                      |
|  | Gatto di monte (L. geoffroyi)                                                        |
|  |                                                                                      |
|  | Kodkod (L. guigna)                                                                   |
|  |                                                                                      |

|  | Gatto di monte (L. geoffroyi) |
|  |                               |
|  | Kodkod (L. guigna)            |
|  |                               |

|  | Ocelot (L. pardalis) |
|  |                      |
|  | Margay (L. wiedii)   |
|  |                      |

|  | Gatto delle Ande (L. jacobita)   |
|  |                                  |
|  | Gatto delle pampas (L. colocolo) |
|  |                                  |

|  | \| \| Gatto di monte (L. geoffroyi) \| \| \| \| \| \| Kodkod (L. guigna) \| \| \| \| |
|  |                                                                                      |
|  | Gatto tigre (L. tigrinus)                                                            |
|  |                                                                                      |
|  | Gatto di monte (L. geoffroyi)                                                        |
|  |                                                                                      |
|  | Kodkod (L. guigna)                                                                   |
|  |                                                                                      |

|  | Gatto di monte (L. geoffroyi) |
|  |                               |
|  | Kodkod (L. guigna)            |
|  |                               |

|  | Gatto delle Ande (L. jacobita)   |
|  |                                  |
|  | Gatto delle pampas (L. colocolo) |
|  |                                  |

|  | \| \| Gatto di monte (L. geoffroyi) \| \| \| \| \| \| Kodkod (L. guigna) \| \| \| \| |
|  |                                                                                      |
|  | Gatto tigre (L. tigrinus)                                                            |
|  |                                                                                      |
|  | Gatto di monte (L. geoffroyi)                                                        |
|  |                                                                                      |
|  | Kodkod (L. guigna)                                                                   |
|  |                                                                                      |

|  | Gatto di monte (L. geoffroyi) |
|  |                               |
|  | Kodkod (L. guigna)            |
|  |                               |

|  | Ocelot (L. pardalis) |
|  |                      |
|  | Margay (L. wiedii)   |
|  |                      |

|  | Gatto delle Ande (L. jacobita)   |
|  |                                  |
|  | Gatto delle pampas (L. colocolo) |
|  |                                  |

|  | \| \| Gatto di monte (L. geoffroyi) \| \| \| \| \| \| Kodkod (L. guigna) \| \| \| \| |
|  |                                                                                      |
|  | Gatto tigre (L. tigrinus)                                                            |
|  |                                                                                      |
|  | Gatto di monte (L. geoffroyi)                                                        |
|  |                                                                                      |
|  | Kodkod (L. guigna)                                                                   |
|  |                                                                                      |

|  | Gatto di monte (L. geoffroyi) |
|  |                               |
|  | Kodkod (L. guigna)            |
|  |                               |

|  | Gatto delle Ande (L. jacobita)   |
|  |                                  |
|  | Gatto delle pampas (L. colocolo) |
|  |                                  |

|  | \| \| Gatto di monte (L. geoffroyi) \| \| \| \| \| \| Kodkod (L. guigna) \| \| \| \| |
|  |                                                                                      |
|  | Gatto tigre (L. tigrinus)                                                            |
|  |                                                                                      |
|  | Gatto di monte (L. geoffroyi)                                                        |
|  |                                                                                      |
|  | Kodkod (L. guigna)                                                                   |
|  |                                                                                      |

|  | Gatto di monte (L. geoffroyi) |
|  |                               |
|  | Kodkod (L. guigna)            |
|  |                               |

|  | Ocelot (L. pardalis) |
|  |                      |
|  | Margay (L. wiedii)   |
|  |                      |

|  | Gatto delle Ande (L. jacobita)   |
|  |                                  |
|  | Gatto delle pampas (L. colocolo) |
|  |                                  |

|  | \| \| Gatto di monte (L. geoffroyi) \| \| \| \| \| \| Kodkod (L. guigna) \| \| \| \| |
|  |                                                                                      |
|  | Gatto tigre (L. tigrinus)                                                            |
|  |                                                                                      |
|  | Gatto di monte (L. geoffroyi)                                                        |
|  |                                                                                      |
|  | Kodkod (L. guigna)                                                                   |
|  |                                                                                      |

|  | Gatto di monte (L. geoffroyi) |
|  |                               |
|  | Kodkod (L. guigna)            |
|  |                               |

|  | Gatto delle Ande (L. jacobita)   |
|  |                                  |
|  | Gatto delle pampas (L. colocolo) |
|  |                                  |

|  | \| \| Gatto di monte (L. geoffroyi) \| \| \| \| \| \| Kodkod (L. guigna) \| \| \| \| |
|  |                                                                                      |
|  | Gatto tigre (L. tigrinus)                                                            |
|  |                                                                                      |
|  | Gatto di monte (L. geoffroyi)                                                        |
|  |                                                                                      |
|  | Kodkod (L. guigna)                                                                   |
|  |                                                                                      |

|  | Gatto di monte (L. geoffroyi) |
|  |                               |
|  | Kodkod (L. guigna)            |
|  |                               |

|  | Serval (Leptailurus serval)                                                                |
|  |                                                                                            |
|  | \| \| Caracal (C. caracal) \| \| \| \| \| \| Gatto dorato africano (C. aurata) \| \| \| \| |
|  |                                                                                            |
|  | Caracal (C. caracal)                                                                       |
|  |                                                                                            |
|  | Gatto dorato africano (C. aurata)                                                          |
|  |                                                                                            |

|  | Caracal (C. caracal)              |
|  |                                   |
|  | Gatto dorato africano (C. aurata) |
|  |                                   |

|  | Ocelot (L. pardalis) |
|  |                      |
|  | Margay (L. wiedii)   |
|  |                      |

|  | Gatto delle Ande (L. jacobita)   |
|  |                                  |
|  | Gatto delle pampas (L. colocolo) |
|  |                                  |

|  | \| \| Gatto di monte (L. geoffroyi) \| \| \| \| \| \| Kodkod (L. guigna) \| \| \| \| |
|  |                                                                                      |
|  | Gatto tigre (L. tigrinus)                                                            |
|  |                                                                                      |
|  | Gatto di monte (L. geoffroyi)                                                        |
|  |                                                                                      |
|  | Kodkod (L. guigna)                                                                   |
|  |                                                                                      |

|  | Gatto di monte (L. geoffroyi) |
|  |                               |
|  | Kodkod (L. guigna)            |
|  |                               |

|  | Gatto delle Ande (L. jacobita)   |
|  |                                  |
|  | Gatto delle pampas (L. colocolo) |
|  |                                  |

|  | \| \| Gatto di monte (L. geoffroyi) \| \| \| \| \| \| Kodkod (L. guigna) \| \| \| \| |
|  |                                                                                      |
|  | Gatto tigre (L. tigrinus)                                                            |
|  |                                                                                      |
|  | Gatto di monte (L. geoffroyi)                                                        |
|  |                                                                                      |
|  | Kodkod (L. guigna)                                                                   |
|  |                                                                                      |

|  | Gatto di monte (L. geoffroyi) |
|  |                               |
|  | Kodkod (L. guigna)            |
|  |                               |

|  | Ocelot (L. pardalis) |
|  |                      |
|  | Margay (L. wiedii)   |
|  |                      |

|  | Gatto delle Ande (L. jacobita)   |
|  |                                  |
|  | Gatto delle pampas (L. colocolo) |
|  |                                  |

|  | \| \| Gatto di monte (L. geoffroyi) \| \| \| \| \| \| Kodkod (L. guigna) \| \| \| \| |
|  |                                                                                      |
|  | Gatto tigre (L. tigrinus)                                                            |
|  |                                                                                      |
|  | Gatto di monte (L. geoffroyi)                                                        |
|  |                                                                                      |
|  | Kodkod (L. guigna)                                                                   |
|  |                                                                                      |

|  | Gatto di monte (L. geoffroyi) |
|  |                               |
|  | Kodkod (L. guigna)            |
|  |                               |

|  | Gatto delle Ande (L. jacobita)   |
|  |                                  |
|  | Gatto delle pampas (L. colocolo) |
|  |                                  |

|  | \| \| Gatto di monte (L. geoffroyi) \| \| \| \| \| \| Kodkod (L. guigna) \| \| \| \| |
|  |                                                                                      |
|  | Gatto tigre (L. tigrinus)                                                            |
|  |                                                                                      |
|  | Gatto di monte (L. geoffroyi)                                                        |
|  |                                                                                      |
|  | Kodkod (L. guigna)                                                                   |
|  |                                                                                      |

|  | Gatto di monte (L. geoffroyi) |
|  |                               |
|  | Kodkod (L. guigna)            |
|  |                               |

|  | Ocelot (L. pardalis) |
|  |                      |
|  | Margay (L. wiedii)   |
|  |                      |

|  | Gatto delle Ande (L. jacobita)   |
|  |                                  |
|  | Gatto delle pampas (L. colocolo) |
|  |                                  |

|  | \| \| Gatto di monte (L. geoffroyi) \| \| \| \| \| \| Kodkod (L. guigna) \| \| \| \| |
|  |                                                                                      |
|  | Gatto tigre (L. tigrinus)                                                            |
|  |                                                                                      |
|  | Gatto di monte (L. geoffroyi)                                                        |
|  |                                                                                      |
|  | Kodkod (L. guigna)                                                                   |
|  |                                                                                      |

|  | Gatto di monte (L. geoffroyi) |
|  |                               |
|  | Kodkod (L. guigna)            |
|  |                               |

|  | Gatto delle Ande (L. jacobita)   |
|  |                                  |
|  | Gatto delle pampas (L. colocolo) |
|  |                                  |

|  | \| \| Gatto di monte (L. geoffroyi) \| \| \| \| \| \| Kodkod (L. guigna) \| \| \| \| |
|  |                                                                                      |
|  | Gatto tigre (L. tigrinus)                                                            |
|  |                                                                                      |
|  | Gatto di monte (L. geoffroyi)                                                        |
|  |                                                                                      |
|  | Kodkod (L. guigna)                                                                   |
|  |                                                                                      |

|  | Gatto di monte (L. geoffroyi) |
|  |                               |
|  | Kodkod (L. guigna)            |
|  |                               |

|  | Ocelot (L. pardalis) |
|  |                      |
|  | Margay (L. wiedii)   |
|  |                      |

|  | Gatto delle Ande (L. jacobita)   |
|  |                                  |
|  | Gatto delle pampas (L. colocolo) |
|  |                                  |

|  | \| \| Gatto di monte (L. geoffroyi) \| \| \| \| \| \| Kodkod (L. guigna) \| \| \| \| |
|  |                                                                                      |
|  | Gatto tigre (L. tigrinus)                                                            |
|  |                                                                                      |
|  | Gatto di monte (L. geoffroyi)                                                        |
|  |                                                                                      |
|  | Kodkod (L. guigna)                                                                   |
|  |                                                                                      |

|  | Gatto di monte (L. geoffroyi) |
|  |                               |
|  | Kodkod (L. guigna)            |
|  |                               |

|  | Gatto delle Ande (L. jacobita)   |
|  |                                  |
|  | Gatto delle pampas (L. colocolo) |
|  |                                  |

|  | \| \| Gatto di monte (L. geoffroyi) \| \| \| \| \| \| Kodkod (L. guigna) \| \| \| \| |
|  |                                                                                      |
|  | Gatto tigre (L. tigrinus)                                                            |
|  |                                                                                      |
|  | Gatto di monte (L. geoffroyi)                                                        |
|  |                                                                                      |
|  | Kodkod (L. guigna)                                                                   |
|  |                                                                                      |

|  | Gatto di monte (L. geoffroyi) |
|  |                               |
|  | Kodkod (L. guigna)            |
|  |                               |

|  | Serval (Leptailurus serval)                                                                |
|  |                                                                                            |
|  | \| \| Caracal (C. caracal) \| \| \| \| \| \| Gatto dorato africano (C. aurata) \| \| \| \| |
|  |                                                                                            |
|  | Caracal (C. caracal)                                                                       |
|  |                                                                                            |
|  | Gatto dorato africano (C. aurata)                                                          |
|  |                                                                                            |

|  | Caracal (C. caracal)              |
|  |                                   |
|  | Gatto dorato africano (C. aurata) |
|  |                                   |

|  | Ocelot (L. pardalis) |
|  |                      |
|  | Margay (L. wiedii)   |
|  |                      |

|  | Gatto delle Ande (L. jacobita)   |
|  |                                  |
|  | Gatto delle pampas (L. colocolo) |
|  |                                  |

|  | \| \| Gatto di monte (L. geoffroyi) \| \| \| \| \| \| Kodkod (L. guigna) \| \| \| \| |
|  |                                                                                      |
|  | Gatto tigre (L. tigrinus)                                                            |
|  |                                                                                      |
|  | Gatto di monte (L. geoffroyi)                                                        |
|  |                                                                                      |
|  | Kodkod (L. guigna)                                                                   |
|  |                                                                                      |

|  | Gatto di monte (L. geoffroyi) |
|  |                               |
|  | Kodkod (L. guigna)            |
|  |                               |

|  | Gatto delle Ande (L. jacobita)   |
|  |                                  |
|  | Gatto delle pampas (L. colocolo) |
|  |                                  |

|  | \| \| Gatto di monte (L. geoffroyi) \| \| \| \| \| \| Kodkod (L. guigna) \| \| \| \| |
|  |                                                                                      |
|  | Gatto tigre (L. tigrinus)                                                            |
|  |                                                                                      |
|  | Gatto di monte (L. geoffroyi)                                                        |
|  |                                                                                      |
|  | Kodkod (L. guigna)                                                                   |
|  |                                                                                      |

|  | Gatto di monte (L. geoffroyi) |
|  |                               |
|  | Kodkod (L. guigna)            |
|  |                               |

|  | Ocelot (L. pardalis) |
|  |                      |
|  | Margay (L. wiedii)   |
|  |                      |

|  | Gatto delle Ande (L. jacobita)   |
|  |                                  |
|  | Gatto delle pampas (L. colocolo) |
|  |                                  |

|  | \| \| Gatto di monte (L. geoffroyi) \| \| \| \| \| \| Kodkod (L. guigna) \| \| \| \| |
|  |                                                                                      |
|  | Gatto tigre (L. tigrinus)                                                            |
|  |                                                                                      |
|  | Gatto di monte (L. geoffroyi)                                                        |
|  |                                                                                      |
|  | Kodkod (L. guigna)                                                                   |
|  |                                                                                      |

|  | Gatto di monte (L. geoffroyi) |
|  |                               |
|  | Kodkod (L. guigna)            |
|  |                               |

|  | Gatto delle Ande (L. jacobita)   |
|  |                                  |
|  | Gatto delle pampas (L. colocolo) |
|  |                                  |

|  | \| \| Gatto di monte (L. geoffroyi) \| \| \| \| \| \| Kodkod (L. guigna) \| \| \| \| |
|  |                                                                                      |
|  | Gatto tigre (L. tigrinus)                                                            |
|  |                                                                                      |
|  | Gatto di monte (L. geoffroyi)                                                        |
|  |                                                                                      |
|  | Kodkod (L. guigna)                                                                   |
|  |                                                                                      |

|  | Gatto di monte (L. geoffroyi) |
|  |                               |
|  | Kodkod (L. guigna)            |
|  |                               |

|  | Ocelot (L. pardalis) |
|  |                      |
|  | Margay (L. wiedii)   |
|  |                      |

|  | Gatto delle Ande (L. jacobita)   |
|  |                                  |
|  | Gatto delle pampas (L. colocolo) |
|  |                                  |

|  | \| \| Gatto di monte (L. geoffroyi) \| \| \| \| \| \| Kodkod (L. guigna) \| \| \| \| |
|  |                                                                                      |
|  | Gatto tigre (L. tigrinus)                                                            |
|  |                                                                                      |
|  | Gatto di monte (L. geoffroyi)                                                        |
|  |                                                                                      |
|  | Kodkod (L. guigna)                                                                   |
|  |                                                                                      |

|  | Gatto di monte (L. geoffroyi) |
|  |                               |
|  | Kodkod (L. guigna)            |
|  |                               |

|  | Gatto delle Ande (L. jacobita)   |
|  |                                  |
|  | Gatto delle pampas (L. colocolo) |
|  |                                  |

|  | \| \| Gatto di monte (L. geoffroyi) \| \| \| \| \| \| Kodkod (L. guigna) \| \| \| \| |
|  |                                                                                      |
|  | Gatto tigre (L. tigrinus)                                                            |
|  |                                                                                      |
|  | Gatto di monte (L. geoffroyi)                                                        |
|  |                                                                                      |
|  | Kodkod (L. guigna)                                                                   |
|  |                                                                                      |

|  | Gatto di monte (L. geoffroyi) |
|  |                               |
|  | Kodkod (L. guigna)            |
|  |                               |

|  | Ocelot (L. pardalis) |
|  |                      |
|  | Margay (L. wiedii)   |
|  |                      |

|  | Gatto delle Ande (L. jacobita)   |
|  |                                  |
|  | Gatto delle pampas (L. colocolo) |
|  |                                  |

|  | \| \| Gatto di monte (L. geoffroyi) \| \| \| \| \| \| Kodkod (L. guigna) \| \| \| \| |
|  |                                                                                      |
|  | Gatto tigre (L. tigrinus)                                                            |
|  |                                                                                      |
|  | Gatto di monte (L. geoffroyi)                                                        |
|  |                                                                                      |
|  | Kodkod (L. guigna)                                                                   |
|  |                                                                                      |

|  | Gatto di monte (L. geoffroyi) |
|  |                               |
|  | Kodkod (L. guigna)            |
|  |                               |

|  | Gatto delle Ande (L. jacobita)   |
|  |                                  |
|  | Gatto delle pampas (L. colocolo) |
|  |                                  |

|  | \| \| Gatto di monte (L. geoffroyi) \| \| \| \| \| \| Kodkod (L. guigna) \| \| \| \| |
|  |                                                                                      |
|  | Gatto tigre (L. tigrinus)                                                            |
|  |                                                                                      |
|  | Gatto di monte (L. geoffroyi)                                                        |
|  |                                                                                      |
|  | Kodkod (L. guigna)                                                                   |
|  |                                                                                      |

|  | Gatto di monte (L. geoffroyi) |
|  |                               |
|  | Kodkod (L. guigna)            |
|  |                               |

|  | Serval (Leptailurus serval)                                                                |
|  |                                                                                            |
|  | \| \| Caracal (C. caracal) \| \| \| \| \| \| Gatto dorato africano (C. aurata) \| \| \| \| |
|  |                                                                                            |
|  | Caracal (C. caracal)                                                                       |
|  |                                                                                            |
|  | Gatto dorato africano (C. aurata)                                                          |
|  |                                                                                            |

|  | Caracal (C. caracal)              |
|  |                                   |
|  | Gatto dorato africano (C. aurata) |
|  |                                   |

|  | Ocelot (L. pardalis) |
|  |                      |
|  | Margay (L. wiedii)   |
|  |                      |

|  | Gatto delle Ande (L. jacobita)   |
|  |                                  |
|  | Gatto delle pampas (L. colocolo) |
|  |                                  |

|  | \| \| Gatto di monte (L. geoffroyi) \| \| \| \| \| \| Kodkod (L. guigna) \| \| \| \| |
|  |                                                                                      |
|  | Gatto tigre (L. tigrinus)                                                            |
|  |                                                                                      |
|  | Gatto di monte (L. geoffroyi)                                                        |
|  |                                                                                      |
|  | Kodkod (L. guigna)                                                                   |
|  |                                                                                      |

|  | Gatto di monte (L. geoffroyi) |
|  |                               |
|  | Kodkod (L. guigna)            |
|  |                               |

|  | Gatto delle Ande (L. jacobita)   |
|  |                                  |
|  | Gatto delle pampas (L. colocolo) |
|  |                                  |

|  | \| \| Gatto di monte (L. geoffroyi) \| \| \| \| \| \| Kodkod (L. guigna) \| \| \| \| |
|  |                                                                                      |
|  | Gatto tigre (L. tigrinus)                                                            |
|  |                                                                                      |
|  | Gatto di monte (L. geoffroyi)                                                        |
|  |                                                                                      |
|  | Kodkod (L. guigna)                                                                   |
|  |                                                                                      |

|  | Gatto di monte (L. geoffroyi) |
|  |                               |
|  | Kodkod (L. guigna)            |
|  |                               |

|  | Ocelot (L. pardalis) |
|  |                      |
|  | Margay (L. wiedii)   |
|  |                      |

|  | Gatto delle Ande (L. jacobita)   |
|  |                                  |
|  | Gatto delle pampas (L. colocolo) |
|  |                                  |

|  | \| \| Gatto di monte (L. geoffroyi) \| \| \| \| \| \| Kodkod (L. guigna) \| \| \| \| |
|  |                                                                                      |
|  | Gatto tigre (L. tigrinus)                                                            |
|  |                                                                                      |
|  | Gatto di monte (L. geoffroyi)                                                        |
|  |                                                                                      |
|  | Kodkod (L. guigna)                                                                   |
|  |                                                                                      |

|  | Gatto di monte (L. geoffroyi) |
|  |                               |
|  | Kodkod (L. guigna)            |
|  |                               |

|  | Gatto delle Ande (L. jacobita)   |
|  |                                  |
|  | Gatto delle pampas (L. colocolo) |
|  |                                  |

|  | \| \| Gatto di monte (L. geoffroyi) \| \| \| \| \| \| Kodkod (L. guigna) \| \| \| \| |
|  |                                                                                      |
|  | Gatto tigre (L. tigrinus)                                                            |
|  |                                                                                      |
|  | Gatto di monte (L. geoffroyi)                                                        |
|  |                                                                                      |
|  | Kodkod (L. guigna)                                                                   |
|  |                                                                                      |

|  | Gatto di monte (L. geoffroyi) |
|  |                               |
|  | Kodkod (L. guigna)            |
|  |                               |

|  | Ocelot (L. pardalis) |
|  |                      |
|  | Margay (L. wiedii)   |
|  |                      |

|  | Gatto delle Ande (L. jacobita)   |
|  |                                  |
|  | Gatto delle pampas (L. colocolo) |
|  |                                  |

|  | \| \| Gatto di monte (L. geoffroyi) \| \| \| \| \| \| Kodkod (L. guigna) \| \| \| \| |
|  |                                                                                      |
|  | Gatto tigre (L. tigrinus)                                                            |
|  |                                                                                      |
|  | Gatto di monte (L. geoffroyi)                                                        |
|  |                                                                                      |
|  | Kodkod (L. guigna)                                                                   |
|  |                                                                                      |

|  | Gatto di monte (L. geoffroyi) |
|  |                               |
|  | Kodkod (L. guigna)            |
|  |                               |

|  | Gatto delle Ande (L. jacobita)   |
|  |                                  |
|  | Gatto delle pampas (L. colocolo) |
|  |                                  |

|  | \| \| Gatto di monte (L. geoffroyi) \| \| \| \| \| \| Kodkod (L. guigna) \| \| \| \| |
|  |                                                                                      |
|  | Gatto tigre (L. tigrinus)                                                            |
|  |                                                                                      |
|  | Gatto di monte (L. geoffroyi)                                                        |
|  |                                                                                      |
|  | Kodkod (L. guigna)                                                                   |
|  |                                                                                      |

|  | Gatto di monte (L. geoffroyi) |
|  |                               |
|  | Kodkod (L. guigna)            |
|  |                               |

|  | Ocelot (L. pardalis) |
|  |                      |
|  | Margay (L. wiedii)   |
|  |                      |

|  | Gatto delle Ande (L. jacobita)   |
|  |                                  |
|  | Gatto delle pampas (L. colocolo) |
|  |                                  |

|  | \| \| Gatto di monte (L. geoffroyi) \| \| \| \| \| \| Kodkod (L. guigna) \| \| \| \| |
|  |                                                                                      |
|  | Gatto tigre (L. tigrinus)                                                            |
|  |                                                                                      |
|  | Gatto di monte (L. geoffroyi)                                                        |
|  |                                                                                      |
|  | Kodkod (L. guigna)                                                                   |
|  |                                                                                      |

|  | Gatto di monte (L. geoffroyi) |
|  |                               |
|  | Kodkod (L. guigna)            |
|  |                               |

|  | Gatto delle Ande (L. jacobita)   |
|  |                                  |
|  | Gatto delle pampas (L. colocolo) |
|  |                                  |

|  | \| \| Gatto di monte (L. geoffroyi) \| \| \| \| \| \| Kodkod (L. guigna) \| \| \| \| |
|  |                                                                                      |
|  | Gatto tigre (L. tigrinus)                                                            |
|  |                                                                                      |
|  | Gatto di monte (L. geoffroyi)                                                        |
|  |                                                                                      |
|  | Kodkod (L. guigna)                                                                   |
|  |                                                                                      |

|  | Gatto di monte (L. geoffroyi) |
|  |                               |
|  | Kodkod (L. guigna)            |
|  |                               |

|          | Gatto marmorizzato (P. marmorata)                                                                                  |
|          | |
| Catopuma | \| \| Gatto dorato del Borneo (Catopuma badia) \| \| \| \| \| \| Gatto dorato asiatico (C. temminckii) \| \| \| \| |
|          | \| \| Gatto dorato del Borneo (Catopuma badia) \| \| \| \| \| \| Gatto dorato asiatico (C. temminckii) \| \| \| \| |
|          | Gatto dorato del Borneo (Catopuma badia)                                                                           |
|          | |
|          | Gatto dorato asiatico (C. temminckii)                                                                              |
|          | |

|  | Gatto dorato del Borneo (Catopuma badia) |
|  |                                          |
|  | Gatto dorato asiatico (C. temminckii)    |
|  |                                          |

|  | Serval (Leptailurus serval)                                                                |
|  |                                                                                            |
|  | \| \| Caracal (C. caracal) \| \| \| \| \| \| Gatto dorato africano (C. aurata) \| \| \| \| |
|  |                                                                                            |
|  | Caracal (C. caracal)                                                                       |
|  |                                                                                            |
|  | Gatto dorato africano (C. aurata)                                                          |
|  |                                                                                            |

|  | Caracal (C. caracal)              |
|  |                                   |
|  | Gatto dorato africano (C. aurata) |
|  |                                   |

|  | Ocelot (L. pardalis) |
|  |                      |
|  | Margay (L. wiedii)   |
|  |                      |

|  | Gatto delle Ande (L. jacobita)   |
|  |                                  |
|  | Gatto delle pampas (L. colocolo) |
|  |                                  |

|  | \| \| Gatto di monte (L. geoffroyi) \| \| \| \| \| \| Kodkod (L. guigna) \| \| \| \| |
|  |                                                                                      |
|  | Gatto tigre (L. tigrinus)                                                            |
|  |                                                                                      |
|  | Gatto di monte (L. geoffroyi)                                                        |
|  |                                                                                      |
|  | Kodkod (L. guigna)                                                                   |
|  |                                                                                      |

|  | Gatto di monte (L. geoffroyi) |
|  |                               |
|  | Kodkod (L. guigna)            |
|  |                               |

|  | Gatto delle Ande (L. jacobita)   |
|  |                                  |
|  | Gatto delle pampas (L. colocolo) |
|  |                                  |

|  | \| \| Gatto di monte (L. geoffroyi) \| \| \| \| \| \| Kodkod (L. guigna) \| \| \| \| |
|  |                                                                                      |
|  | Gatto tigre (L. tigrinus)                                                            |
|  |                                                                                      |
|  | Gatto di monte (L. geoffroyi)                                                        |
|  |                                                                                      |
|  | Kodkod (L. guigna)                                                                   |
|  |                                                                                      |

|  | Gatto di monte (L. geoffroyi) |
|  |                               |
|  | Kodkod (L. guigna)            |
|  |                               |

|  | Ocelot (L. pardalis) |
|  |                      |
|  | Margay (L. wiedii)   |
|  |                      |

|  | Gatto delle Ande (L. jacobita)   |
|  |                                  |
|  | Gatto delle pampas (L. colocolo) |
|  |                                  |

|  | \| \| Gatto di monte (L. geoffroyi) \| \| \| \| \| \| Kodkod (L. guigna) \| \| \| \| |
|  |                                                                                      |
|  | Gatto tigre (L. tigrinus)                                                            |
|  |                                                                                      |
|  | Gatto di monte (L. geoffroyi)                                                        |
|  |                                                                                      |
|  | Kodkod (L. guigna)                                                                   |
|  |                                                                                      |

|  | Gatto di monte (L. geoffroyi) |
|  |                               |
|  | Kodkod (L. guigna)            |
|  |                               |

|  | Gatto delle Ande (L. jacobita)   |
|  |                                  |
|  | Gatto delle pampas (L. colocolo) |
|  |                                  |

|  | \| \| Gatto di monte (L. geoffroyi) \| \| \| \| \| \| Kodkod (L. guigna) \| \| \| \| |
|  |                                                                                      |
|  | Gatto tigre (L. tigrinus)                                                            |
|  |                                                                                      |
|  | Gatto di monte (L. geoffroyi)                                                        |
|  |                                                                                      |
|  | Kodkod (L. guigna)                                                                   |
|  |                                                                                      |

|  | Gatto di monte (L. geoffroyi) |
|  |                               |
|  | Kodkod (L. guigna)            |
|  |                               |

|  | Ocelot (L. pardalis) |
|  |                      |
|  | Margay (L. wiedii)   |
|  |                      |

|  | Gatto delle Ande (L. jacobita)   |
|  |                                  |
|  | Gatto delle pampas (L. colocolo) |
|  |                                  |

|  | \| \| Gatto di monte (L. geoffroyi) \| \| \| \| \| \| Kodkod (L. guigna) \| \| \| \| |
|  |                                                                                      |
|  | Gatto tigre (L. tigrinus)                                                            |
|  |                                                                                      |
|  | Gatto di monte (L. geoffroyi)                                                        |
|  |                                                                                      |
|  | Kodkod (L. guigna)                                                                   |
|  |                                                                                      |

|  | Gatto di monte (L. geoffroyi) |
|  |                               |
|  | Kodkod (L. guigna)            |
|  |                               |

|  | Gatto delle Ande (L. jacobita)   |
|  |                                  |
|  | Gatto delle pampas (L. colocolo) |
|  |                                  |

|  | \| \| Gatto di monte (L. geoffroyi) \| \| \| \| \| \| Kodkod (L. guigna) \| \| \| \| |
|  |                                                                                      |
|  | Gatto tigre (L. tigrinus)                                                            |
|  |                                                                                      |
|  | Gatto di monte (L. geoffroyi)                                                        |
|  |                                                                                      |
|  | Kodkod (L. guigna)                                                                   |
|  |                                                                                      |

|  | Gatto di monte (L. geoffroyi) |
|  |                               |
|  | Kodkod (L. guigna)            |
|  |                               |

|  | Ocelot (L. pardalis) |
|  |                      |
|  | Margay (L. wiedii)   |
|  |                      |

|  | Gatto delle Ande (L. jacobita)   |
|  |                                  |
|  | Gatto delle pampas (L. colocolo) |
|  |                                  |

|  | \| \| Gatto di monte (L. geoffroyi) \| \| \| \| \| \| Kodkod (L. guigna) \| \| \| \| |
|  |                                                                                      |
|  | Gatto tigre (L. tigrinus)                                                            |
|  |                                                                                      |
|  | Gatto di monte (L. geoffroyi)                                                        |
|  |                                                                                      |
|  | Kodkod (L. guigna)                                                                   |
|  |                                                                                      |

|  | Gatto di monte (L. geoffroyi) |
|  |                               |
|  | Kodkod (L. guigna)            |
|  |                               |

|  | Gatto delle Ande (L. jacobita)   |
|  |                                  |
|  | Gatto delle pampas (L. colocolo) |
|  |                                  |

|  | \| \| Gatto di monte (L. geoffroyi) \| \| \| \| \| \| Kodkod (L. guigna) \| \| \| \| |
|  |                                                                                      |
|  | Gatto tigre (L. tigrinus)                                                            |
|  |                                                                                      |
|  | Gatto di monte (L. geoffroyi)                                                        |
|  |                                                                                      |
|  | Kodkod (L. guigna)                                                                   |
|  |                                                                                      |

|  | Gatto di monte (L. geoffroyi) |
|  |                               |
|  | Kodkod (L. guigna)            |
|  |                               |

|  | Serval (Leptailurus serval)                                                                |
|  |                                                                                            |
|  | \| \| Caracal (C. caracal) \| \| \| \| \| \| Gatto dorato africano (C. aurata) \| \| \| \| |
|  |                                                                                            |
|  | Caracal (C. caracal)                                                                       |
|  |                                                                                            |
|  | Gatto dorato africano (C. aurata)                                                          |
|  |                                                                                            |

|  | Caracal (C. caracal)              |
|  |                                   |
|  | Gatto dorato africano (C. aurata) |
|  |                                   |

|  | Ocelot (L. pardalis) |
|  |                      |
|  | Margay (L. wiedii)   |
|  |                      |

|  | Gatto delle Ande (L. jacobita)   |
|  |                                  |
|  | Gatto delle pampas (L. colocolo) |
|  |                                  |

|  | \| \| Gatto di monte (L. geoffroyi) \| \| \| \| \| \| Kodkod (L. guigna) \| \| \| \| |
|  |                                                                                      |
|  | Gatto tigre (L. tigrinus)                                                            |
|  |                                                                                      |
|  | Gatto di monte (L. geoffroyi)                                                        |
|  |                                                                                      |
|  | Kodkod (L. guigna)                                                                   |
|  |                                                                                      |

|  | Gatto di monte (L. geoffroyi) |
|  |                               |
|  | Kodkod (L. guigna)            |
|  |                               |

|  | Gatto delle Ande (L. jacobita)   |
|  |                                  |
|  | Gatto delle pampas (L. colocolo) |
|  |                                  |

|  | \| \| Gatto di monte (L. geoffroyi) \| \| \| \| \| \| Kodkod (L. guigna) \| \| \| \| |
|  |                                                                                      |
|  | Gatto tigre (L. tigrinus)                                                            |
|  |                                                                                      |
|  | Gatto di monte (L. geoffroyi)                                                        |
|  |                                                                                      |
|  | Kodkod (L. guigna)                                                                   |
|  |                                                                                      |

|  | Gatto di monte (L. geoffroyi) |
|  |                               |
|  | Kodkod (L. guigna)            |
|  |                               |

|  | Ocelot (L. pardalis) |
|  |                      |
|  | Margay (L. wiedii)   |
|  |                      |

|  | Gatto delle Ande (L. jacobita)   |
|  |                                  |
|  | Gatto delle pampas (L. colocolo) |
|  |                                  |

|  | \| \| Gatto di monte (L. geoffroyi) \| \| \| \| \| \| Kodkod (L. guigna) \| \| \| \| |
|  |                                                                                      |
|  | Gatto tigre (L. tigrinus)                                                            |
|  |                                                                                      |
|  | Gatto di monte (L. geoffroyi)                                                        |
|  |                                                                                      |
|  | Kodkod (L. guigna)                                                                   |
|  |                                                                                      |

|  | Gatto di monte (L. geoffroyi) |
|  |                               |
|  | Kodkod (L. guigna)            |
|  |                               |

|  | Gatto delle Ande (L. jacobita)   |
|  |                                  |
|  | Gatto delle pampas (L. colocolo) |
|  |                                  |

|  | \| \| Gatto di monte (L. geoffroyi) \| \| \| \| \| \| Kodkod (L. guigna) \| \| \| \| |
|  |                                                                                      |
|  | Gatto tigre (L. tigrinus)                                                            |
|  |                                                                                      |
|  | Gatto di monte (L. geoffroyi)                                                        |
|  |                                                                                      |
|  | Kodkod (L. guigna)                                                                   |
|  |                                                                                      |

|  | Gatto di monte (L. geoffroyi) |
|  |                               |
|  | Kodkod (L. guigna)            |
|  |                               |

|  | Ocelot (L. pardalis) |
|  |                      |
|  | Margay (L. wiedii)   |
|  |                      |

|  | Gatto delle Ande (L. jacobita)   |
|  |                                  |
|  | Gatto delle pampas (L. colocolo) |
|  |                                  |

|  | \| \| Gatto di monte (L. geoffroyi) \| \| \| \| \| \| Kodkod (L. guigna) \| \| \| \| |
|  |                                                                                      |
|  | Gatto tigre (L. tigrinus)                                                            |
|  |                                                                                      |
|  | Gatto di monte (L. geoffroyi)                                                        |
|  |                                                                                      |
|  | Kodkod (L. guigna)                                                                   |
|  |                                                                                      |

|  | Gatto di monte (L. geoffroyi) |
|  |                               |
|  | Kodkod (L. guigna)            |
|  |                               |

|  | Gatto delle Ande (L. jacobita)   |
|  |                                  |
|  | Gatto delle pampas (L. colocolo) |
|  |                                  |

|  | \| \| Gatto di monte (L. geoffroyi) \| \| \| \| \| \| Kodkod (L. guigna) \| \| \| \| |
|  |                                                                                      |
|  | Gatto tigre (L. tigrinus)                                                            |
|  |                                                                                      |
|  | Gatto di monte (L. geoffroyi)                                                        |
|  |                                                                                      |
|  | Kodkod (L. guigna)                                                                   |
|  |                                                                                      |

|  | Gatto di monte (L. geoffroyi) |
|  |                               |
|  | Kodkod (L. guigna)            |
|  |                               |

|  | Ocelot (L. pardalis) |
|  |                      |
|  | Margay (L. wiedii)   |
|  |                      |

|  | Gatto delle Ande (L. jacobita)   |
|  |                                  |
|  | Gatto delle pampas (L. colocolo) |
|  |                                  |

|  | \| \| Gatto di monte (L. geoffroyi) \| \| \| \| \| \| Kodkod (L. guigna) \| \| \| \| |
|  |                                                                                      |
|  | Gatto tigre (L. tigrinus)                                                            |
|  |                                                                                      |
|  | Gatto di monte (L. geoffroyi)                                                        |
|  |                                                                                      |
|  | Kodkod (L. guigna)                                                                   |
|  |                                                                                      |

|  | Gatto di monte (L. geoffroyi) |
|  |                               |
|  | Kodkod (L. guigna)            |
|  |                               |

|  | Gatto delle Ande (L. jacobita)   |
|  |                                  |
|  | Gatto delle pampas (L. colocolo) |
|  |                                  |

|  | \| \| Gatto di monte (L. geoffroyi) \| \| \| \| \| \| Kodkod (L. guigna) \| \| \| \| |
|  |                                                                                      |
|  | Gatto tigre (L. tigrinus)                                                            |
|  |                                                                                      |
|  | Gatto di monte (L. geoffroyi)                                                        |
|  |                                                                                      |
|  | Kodkod (L. guigna)                                                                   |
|  |                                                                                      |

|  | Gatto di monte (L. geoffroyi) |
|  |                               |
|  | Kodkod (L. guigna)            |
|  |                               |

|  | Serval (Leptailurus serval)                                                                |
|  |                                                                                            |
|  | \| \| Caracal (C. caracal) \| \| \| \| \| \| Gatto dorato africano (C. aurata) \| \| \| \| |
|  |                                                                                            |
|  | Caracal (C. caracal)                                                                       |
|  |                                                                                            |
|  | Gatto dorato africano (C. aurata)                                                          |
|  |                                                                                            |

|  | Caracal (C. caracal)              |
|  |                                   |
|  | Gatto dorato africano (C. aurata) |
|  |                                   |

|  | Ocelot (L. pardalis) |
|  |                      |
|  | Margay (L. wiedii)   |
|  |                      |

|  | Gatto delle Ande (L. jacobita)   |
|  |                                  |
|  | Gatto delle pampas (L. colocolo) |
|  |                                  |

|  | \| \| Gatto di monte (L. geoffroyi) \| \| \| \| \| \| Kodkod (L. guigna) \| \| \| \| |
|  |                                                                                      |
|  | Gatto tigre (L. tigrinus)                                                            |
|  |                                                                                      |
|  | Gatto di monte (L. geoffroyi)                                                        |
|  |                                                                                      |
|  | Kodkod (L. guigna)                                                                   |
|  |                                                                                      |

|  | Gatto di monte (L. geoffroyi) |
|  |                               |
|  | Kodkod (L. guigna)            |
|  |                               |

|  | Gatto delle Ande (L. jacobita)   |
|  |                                  |
|  | Gatto delle pampas (L. colocolo) |
|  |                                  |

|  | \| \| Gatto di monte (L. geoffroyi) \| \| \| \| \| \| Kodkod (L. guigna) \| \| \| \| |
|  |                                                                                      |
|  | Gatto tigre (L. tigrinus)                                                            |
|  |                                                                                      |
|  | Gatto di monte (L. geoffroyi)                                                        |
|  |                                                                                      |
|  | Kodkod (L. guigna)                                                                   |
|  |                                                                                      |

|  | Gatto di monte (L. geoffroyi) |
|  |                               |
|  | Kodkod (L. guigna)            |
|  |                               |

|  | Ocelot (L. pardalis) |
|  |                      |
|  | Margay (L. wiedii)   |
|  |                      |

|  | Gatto delle Ande (L. jacobita)   |
|  |                                  |
|  | Gatto delle pampas (L. colocolo) |
|  |                                  |

|  | \| \| Gatto di monte (L. geoffroyi) \| \| \| \| \| \| Kodkod (L. guigna) \| \| \| \| |
|  |                                                                                      |
|  | Gatto tigre (L. tigrinus)                                                            |
|  |                                                                                      |
|  | Gatto di monte (L. geoffroyi)                                                        |
|  |                                                                                      |
|  | Kodkod (L. guigna)                                                                   |
|  |                                                                                      |

|  | Gatto di monte (L. geoffroyi) |
|  |                               |
|  | Kodkod (L. guigna)            |
|  |                               |

|  | Gatto delle Ande (L. jacobita)   |
|  |                                  |
|  | Gatto delle pampas (L. colocolo) |
|  |                                  |

|  | \| \| Gatto di monte (L. geoffroyi) \| \| \| \| \| \| Kodkod (L. guigna) \| \| \| \| |
|  |                                                                                      |
|  | Gatto tigre (L. tigrinus)                                                            |
|  |                                                                                      |
|  | Gatto di monte (L. geoffroyi)                                                        |
|  |                                                                                      |
|  | Kodkod (L. guigna)                                                                   |
|  |                                                                                      |

|  | Gatto di monte (L. geoffroyi) |
|  |                               |
|  | Kodkod (L. guigna)            |
|  |                               |

|  | Ocelot (L. pardalis) |
|  |                      |
|  | Margay (L. wiedii)   |
|  |                      |

|  | Gatto delle Ande (L. jacobita)   |
|  |                                  |
|  | Gatto delle pampas (L. colocolo) |
|  |                                  |

|  | \| \| Gatto di monte (L. geoffroyi) \| \| \| \| \| \| Kodkod (L. guigna) \| \| \| \| |
|  |                                                                                      |
|  | Gatto tigre (L. tigrinus)                                                            |
|  |                                                                                      |
|  | Gatto di monte (L. geoffroyi)                                                        |
|  |                                                                                      |
|  | Kodkod (L. guigna)                                                                   |
|  |                                                                                      |

|  | Gatto di monte (L. geoffroyi) |
|  |                               |
|  | Kodkod (L. guigna)            |
|  |                               |

|  | Gatto delle Ande (L. jacobita)   |
|  |                                  |
|  | Gatto delle pampas (L. colocolo) |
|  |                                  |

|  | \| \| Gatto di monte (L. geoffroyi) \| \| \| \| \| \| Kodkod (L. guigna) \| \| \| \| |
|  |                                                                                      |
|  | Gatto tigre (L. tigrinus)                                                            |
|  |                                                                                      |
|  | Gatto di monte (L. geoffroyi)                                                        |
|  |                                                                                      |
|  | Kodkod (L. guigna)                                                                   |
|  |                                                                                      |

|  | Gatto di monte (L. geoffroyi) |
|  |                               |
|  | Kodkod (L. guigna)            |
|  |                               |

|  | Ocelot (L. pardalis) |
|  |                      |
|  | Margay (L. wiedii)   |
|  |                      |

|  | Gatto delle Ande (L. jacobita)   |
|  |                                  |
|  | Gatto delle pampas (L. colocolo) |
|  |                                  |

|  | \| \| Gatto di monte (L. geoffroyi) \| \| \| \| \| \| Kodkod (L. guigna) \| \| \| \| |
|  |                                                                                      |
|  | Gatto tigre (L. tigrinus)                                                            |
|  |                                                                                      |
|  | Gatto di monte (L. geoffroyi)                                                        |
|  |                                                                                      |
|  | Kodkod (L. guigna)                                                                   |
|  |                                                                                      |

|  | Gatto di monte (L. geoffroyi) |
|  |                               |
|  | Kodkod (L. guigna)            |
|  |                               |

|  | Gatto delle Ande (L. jacobita)   |
|  |                                  |
|  | Gatto delle pampas (L. colocolo) |
|  |                                  |

|  | \| \| Gatto di monte (L. geoffroyi) \| \| \| \| \| \| Kodkod (L. guigna) \| \| \| \| |
|  |                                                                                      |
|  | Gatto tigre (L. tigrinus)                                                            |
|  |                                                                                      |
|  | Gatto di monte (L. geoffroyi)                                                        |
|  |                                                                                      |
|  | Kodkod (L. guigna)                                                                   |
|  |                                                                                      |

|  | Gatto di monte (L. geoffroyi) |
|  |                               |
|  | Kodkod (L. guigna)            |
|  |                               |

|  | Serval (Leptailurus serval)                                                                |
|  |                                                                                            |
|  | \| \| Caracal (C. caracal) \| \| \| \| \| \| Gatto dorato africano (C. aurata) \| \| \| \| |
|  |                                                                                            |
|  | Caracal (C. caracal)                                                                       |
|  |                                                                                            |
|  | Gatto dorato africano (C. aurata)                                                          |
|  |                                                                                            |

|  | Caracal (C. caracal)              |
|  |                                   |
|  | Gatto dorato africano (C. aurata) |
|  |                                   |

|  | Ocelot (L. pardalis) |
|  |                      |
|  | Margay (L. wiedii)   |
|  |                      |

|  | Gatto delle Ande (L. jacobita)   |
|  |                                  |
|  | Gatto delle pampas (L. colocolo) |
|  |                                  |

|  | \| \| Gatto di monte (L. geoffroyi) \| \| \| \| \| \| Kodkod (L. guigna) \| \| \| \| |
|  |                                                                                      |
|  | Gatto tigre (L. tigrinus)                                                            |
|  |                                                                                      |
|  | Gatto di monte (L. geoffroyi)                                                        |
|  |                                                                                      |
|  | Kodkod (L. guigna)                                                                   |
|  |                                                                                      |

|  | Gatto di monte (L. geoffroyi) |
|  |                               |
|  | Kodkod (L. guigna)            |
|  |                               |

|  | Gatto delle Ande (L. jacobita)   |
|  |                                  |
|  | Gatto delle pampas (L. colocolo) |
|  |                                  |

|  | \| \| Gatto di monte (L. geoffroyi) \| \| \| \| \| \| Kodkod (L. guigna) \| \| \| \| |
|  |                                                                                      |
|  | Gatto tigre (L. tigrinus)                                                            |
|  |                                                                                      |
|  | Gatto di monte (L. geoffroyi)                                                        |
|  |                                                                                      |
|  | Kodkod (L. guigna)                                                                   |
|  |                                                                                      |

|  | Gatto di monte (L. geoffroyi) |
|  |                               |
|  | Kodkod (L. guigna)            |
|  |                               |

|  | Ocelot (L. pardalis) |
|  |                      |
|  | Margay (L. wiedii)   |
|  |                      |

|  | Gatto delle Ande (L. jacobita)   |
|  |                                  |
|  | Gatto delle pampas (L. colocolo) |
|  |                                  |

|  | \| \| Gatto di monte (L. geoffroyi) \| \| \| \| \| \| Kodkod (L. guigna) \| \| \| \| |
|  |                                                                                      |
|  | Gatto tigre (L. tigrinus)                                                            |
|  |                                                                                      |
|  | Gatto di monte (L. geoffroyi)                                                        |
|  |                                                                                      |
|  | Kodkod (L. guigna)                                                                   |
|  |                                                                                      |

|  | Gatto di monte (L. geoffroyi) |
|  |                               |
|  | Kodkod (L. guigna)            |
|  |                               |

|  | Gatto delle Ande (L. jacobita)   |
|  |                                  |
|  | Gatto delle pampas (L. colocolo) |
|  |                                  |

|  | \| \| Gatto di monte (L. geoffroyi) \| \| \| \| \| \| Kodkod (L. guigna) \| \| \| \| |
|  |                                                                                      |
|  | Gatto tigre (L. tigrinus)                                                            |
|  |                                                                                      |
|  | Gatto di monte (L. geoffroyi)                                                        |
|  |                                                                                      |
|  | Kodkod (L. guigna)                                                                   |
|  |                                                                                      |

|  | Gatto di monte (L. geoffroyi) |
|  |                               |
|  | Kodkod (L. guigna)            |
|  |                               |

|  | Ocelot (L. pardalis) |
|  |                      |
|  | Margay (L. wiedii)   |
|  |                      |

|  | Gatto delle Ande (L. jacobita)   |
|  |                                  |
|  | Gatto delle pampas (L. colocolo) |
|  |                                  |

|  | \| \| Gatto di monte (L. geoffroyi) \| \| \| \| \| \| Kodkod (L. guigna) \| \| \| \| |
|  |                                                                                      |
|  | Gatto tigre (L. tigrinus)                                                            |
|  |                                                                                      |
|  | Gatto di monte (L. geoffroyi)                                                        |
|  |                                                                                      |
|  | Kodkod (L. guigna)                                                                   |
|  |                                                                                      |

|  | Gatto di monte (L. geoffroyi) |
|  |                               |
|  | Kodkod (L. guigna)            |
|  |                               |

|  | Gatto delle Ande (L. jacobita)   |
|  |                                  |
|  | Gatto delle pampas (L. colocolo) |
|  |                                  |

|  | \| \| Gatto di monte (L. geoffroyi) \| \| \| \| \| \| Kodkod (L. guigna) \| \| \| \| |
|  |                                                                                      |
|  | Gatto tigre (L. tigrinus)                                                            |
|  |                                                                                      |
|  | Gatto di monte (L. geoffroyi)                                                        |
|  |                                                                                      |
|  | Kodkod (L. guigna)                                                                   |
|  |                                                                                      |

|  | Gatto di monte (L. geoffroyi) |
|  |                               |
|  | Kodkod (L. guigna)            |
|  |                               |

|  | Ocelot (L. pardalis) |
|  |                      |
|  | Margay (L. wiedii)   |
|  |                      |

|  | Gatto delle Ande (L. jacobita)   |
|  |                                  |
|  | Gatto delle pampas (L. colocolo) |
|  |                                  |

|  | \| \| Gatto di monte (L. geoffroyi) \| \| \| \| \| \| Kodkod (L. guigna) \| \| \| \| |
|  |                                                                                      |
|  | Gatto tigre (L. tigrinus)                                                            |
|  |                                                                                      |
|  | Gatto di monte (L. geoffroyi)                                                        |
|  |                                                                                      |
|  | Kodkod (L. guigna)                                                                   |
|  |                                                                                      |

|  | Gatto di monte (L. geoffroyi) |
|  |                               |
|  | Kodkod (L. guigna)            |
|  |                               |

|  | Gatto delle Ande (L. jacobita)   |
|  |                                  |
|  | Gatto delle pampas (L. colocolo) |
|  |                                  |

|  | \| \| Gatto di monte (L. geoffroyi) \| \| \| \| \| \| Kodkod (L. guigna) \| \| \| \| |
|  |                                                                                      |
|  | Gatto tigre (L. tigrinus)                                                            |
|  |                                                                                      |
|  | Gatto di monte (L. geoffroyi)                                                        |
|  |                                                                                      |
|  | Kodkod (L. guigna)                                                                   |
|  |                                                                                      |

|  | Gatto di monte (L. geoffroyi) |
|  |                               |
|  | Kodkod (L. guigna)            |
|  |                               |

|          | Gatto marmorizzato (P. marmorata)                                                                                  |
|          | |
| Catopuma | \| \| Gatto dorato del Borneo (Catopuma badia) \| \| \| \| \| \| Gatto dorato asiatico (C. temminckii) \| \| \| \| |
|          | \| \| Gatto dorato del Borneo (Catopuma badia) \| \| \| \| \| \| Gatto dorato asiatico (C. temminckii) \| \| \| \| |
|          | Gatto dorato del Borneo (Catopuma badia)                                                                           |
|          | |
|          | Gatto dorato asiatico (C. temminckii)                                                                              |
|          | |

|  | Gatto dorato del Borneo (Catopuma badia) |
|  |                                          |
|  | Gatto dorato asiatico (C. temminckii)    |
|  |                                          |

|  | Serval (Leptailurus serval)                                                                |
|  |                                                                                            |
|  | \| \| Caracal (C. caracal) \| \| \| \| \| \| Gatto dorato africano (C. aurata) \| \| \| \| |
|  |                                                                                            |
|  | Caracal (C. caracal)                                                                       |
|  |                                                                                            |
|  | Gatto dorato africano (C. aurata)                                                          |
|  |                                                                                            |

|  | Caracal (C. caracal)              |
|  |                                   |
|  | Gatto dorato africano (C. aurata) |
|  |                                   |

|  | Ocelot (L. pardalis) |
|  |                      |
|  | Margay (L. wiedii)   |
|  |                      |

|  | Gatto delle Ande (L. jacobita)   |
|  |                                  |
|  | Gatto delle pampas (L. colocolo) |
|  |                                  |

|  | \| \| Gatto di monte (L. geoffroyi) \| \| \| \| \| \| Kodkod (L. guigna) \| \| \| \| |
|  |                                                                                      |
|  | Gatto tigre (L. tigrinus)                                                            |
|  |                                                                                      |
|  | Gatto di monte (L. geoffroyi)                                                        |
|  |                                                                                      |
|  | Kodkod (L. guigna)                                                                   |
|  |                                                                                      |

|  | Gatto di monte (L. geoffroyi) |
|  |                               |
|  | Kodkod (L. guigna)            |
|  |                               |

|  | Gatto delle Ande (L. jacobita)   |
|  |                                  |
|  | Gatto delle pampas (L. colocolo) |
|  |                                  |

|  | \| \| Gatto di monte (L. geoffroyi) \| \| \| \| \| \| Kodkod (L. guigna) \| \| \| \| |
|  |                                                                                      |
|  | Gatto tigre (L. tigrinus)                                                            |
|  |                                                                                      |
|  | Gatto di monte (L. geoffroyi)                                                        |
|  |                                                                                      |
|  | Kodkod (L. guigna)                                                                   |
|  |                                                                                      |

|  | Gatto di monte (L. geoffroyi) |
|  |                               |
|  | Kodkod (L. guigna)            |
|  |                               |

|  | Ocelot (L. pardalis) |
|  |                      |
|  | Margay (L. wiedii)   |
|  |                      |

|  | Gatto delle Ande (L. jacobita)   |
|  |                                  |
|  | Gatto delle pampas (L. colocolo) |
|  |                                  |

|  | \| \| Gatto di monte (L. geoffroyi) \| \| \| \| \| \| Kodkod (L. guigna) \| \| \| \| |
|  |                                                                                      |
|  | Gatto tigre (L. tigrinus)                                                            |
|  |                                                                                      |
|  | Gatto di monte (L. geoffroyi)                                                        |
|  |                                                                                      |
|  | Kodkod (L. guigna)                                                                   |
|  |                                                                                      |

|  | Gatto di monte (L. geoffroyi) |
|  |                               |
|  | Kodkod (L. guigna)            |
|  |                               |

|  | Gatto delle Ande (L. jacobita)   |
|  |                                  |
|  | Gatto delle pampas (L. colocolo) |
|  |                                  |

|  | \| \| Gatto di monte (L. geoffroyi) \| \| \| \| \| \| Kodkod (L. guigna) \| \| \| \| |
|  |                                                                                      |
|  | Gatto tigre (L. tigrinus)                                                            |
|  |                                                                                      |
|  | Gatto di monte (L. geoffroyi)                                                        |
|  |                                                                                      |
|  | Kodkod (L. guigna)                                                                   |
|  |                                                                                      |

|  | Gatto di monte (L. geoffroyi) |
|  |                               |
|  | Kodkod (L. guigna)            |
|  |                               |

|  | Ocelot (L. pardalis) |
|  |                      |
|  | Margay (L. wiedii)   |
|  |                      |

|  | Gatto delle Ande (L. jacobita)   |
|  |                                  |
|  | Gatto delle pampas (L. colocolo) |
|  |                                  |

|  | \| \| Gatto di monte (L. geoffroyi) \| \| \| \| \| \| Kodkod (L. guigna) \| \| \| \| |
|  |                                                                                      |
|  | Gatto tigre (L. tigrinus)                                                            |
|  |                                                                                      |
|  | Gatto di monte (L. geoffroyi)                                                        |
|  |                                                                                      |
|  | Kodkod (L. guigna)                                                                   |
|  |                                                                                      |

|  | Gatto di monte (L. geoffroyi) |
|  |                               |
|  | Kodkod (L. guigna)            |
|  |                               |

|  | Gatto delle Ande (L. jacobita)   |
|  |                                  |
|  | Gatto delle pampas (L. colocolo) |
|  |                                  |

|  | \| \| Gatto di monte (L. geoffroyi) \| \| \| \| \| \| Kodkod (L. guigna) \| \| \| \| |
|  |                                                                                      |
|  | Gatto tigre (L. tigrinus)                                                            |
|  |                                                                                      |
|  | Gatto di monte (L. geoffroyi)                                                        |
|  |                                                                                      |
|  | Kodkod (L. guigna)                                                                   |
|  |                                                                                      |

|  | Gatto di monte (L. geoffroyi) |
|  |                               |
|  | Kodkod (L. guigna)            |
|  |                               |

|  | Ocelot (L. pardalis) |
|  |                      |
|  | Margay (L. wiedii)   |
|  |                      |

|  | Gatto delle Ande (L. jacobita)   |
|  |                                  |
|  | Gatto delle pampas (L. colocolo) |
|  |                                  |

|  | \| \| Gatto di monte (L. geoffroyi) \| \| \| \| \| \| Kodkod (L. guigna) \| \| \| \| |
|  |                                                                                      |
|  | Gatto tigre (L. tigrinus)                                                            |
|  |                                                                                      |
|  | Gatto di monte (L. geoffroyi)                                                        |
|  |                                                                                      |
|  | Kodkod (L. guigna)                                                                   |
|  |                                                                                      |

|  | Gatto di monte (L. geoffroyi) |
|  |                               |
|  | Kodkod (L. guigna)            |
|  |                               |

|  | Gatto delle Ande (L. jacobita)   |
|  |                                  |
|  | Gatto delle pampas (L. colocolo) |
|  |                                  |

|  | \| \| Gatto di monte (L. geoffroyi) \| \| \| \| \| \| Kodkod (L. guigna) \| \| \| \| |
|  |                                                                                      |
|  | Gatto tigre (L. tigrinus)                                                            |
|  |                                                                                      |
|  | Gatto di monte (L. geoffroyi)                                                        |
|  |                                                                                      |
|  | Kodkod (L. guigna)                                                                   |
|  |                                                                                      |

|  | Gatto di monte (L. geoffroyi) |
|  |                               |
|  | Kodkod (L. guigna)            |
|  |                               |

|  | Serval (Leptailurus serval)                                                                |
|  |                                                                                            |
|  | \| \| Caracal (C. caracal) \| \| \| \| \| \| Gatto dorato africano (C. aurata) \| \| \| \| |
|  |                                                                                            |
|  | Caracal (C. caracal)                                                                       |
|  |                                                                                            |
|  | Gatto dorato africano (C. aurata)                                                          |
|  |                                                                                            |

|  | Caracal (C. caracal)              |
|  |                                   |
|  | Gatto dorato africano (C. aurata) |
|  |                                   |

|  | Ocelot (L. pardalis) |
|  |                      |
|  | Margay (L. wiedii)   |
|  |                      |

|  | Gatto delle Ande (L. jacobita)   |
|  |                                  |
|  | Gatto delle pampas (L. colocolo) |
|  |                                  |

|  | \| \| Gatto di monte (L. geoffroyi) \| \| \| \| \| \| Kodkod (L. guigna) \| \| \| \| |
|  |                                                                                      |
|  | Gatto tigre (L. tigrinus)                                                            |
|  |                                                                                      |
|  | Gatto di monte (L. geoffroyi)                                                        |
|  |                                                                                      |
|  | Kodkod (L. guigna)                                                                   |
|  |                                                                                      |

|  | Gatto di monte (L. geoffroyi) |
|  |                               |
|  | Kodkod (L. guigna)            |
|  |                               |

|  | Gatto delle Ande (L. jacobita)   |
|  |                                  |
|  | Gatto delle pampas (L. colocolo) |
|  |                                  |

|  | \| \| Gatto di monte (L. geoffroyi) \| \| \| \| \| \| Kodkod (L. guigna) \| \| \| \| |
|  |                                                                                      |
|  | Gatto tigre (L. tigrinus)                                                            |
|  |                                                                                      |
|  | Gatto di monte (L. geoffroyi)                                                        |
|  |                                                                                      |
|  | Kodkod (L. guigna)                                                                   |
|  |                                                                                      |

|  | Gatto di monte (L. geoffroyi) |
|  |                               |
|  | Kodkod (L. guigna)            |
|  |                               |

|  | Ocelot (L. pardalis) |
|  |                      |
|  | Margay (L. wiedii)   |
|  |                      |

|  | Gatto delle Ande (L. jacobita)   |
|  |                                  |
|  | Gatto delle pampas (L. colocolo) |
|  |                                  |

|  | \| \| Gatto di monte (L. geoffroyi) \| \| \| \| \| \| Kodkod (L. guigna) \| \| \| \| |
|  |                                                                                      |
|  | Gatto tigre (L. tigrinus)                                                            |
|  |                                                                                      |
|  | Gatto di monte (L. geoffroyi)                                                        |
|  |                                                                                      |
|  | Kodkod (L. guigna)                                                                   |
|  |                                                                                      |

|  | Gatto di monte (L. geoffroyi) |
|  |                               |
|  | Kodkod (L. guigna)            |
|  |                               |

|  | Gatto delle Ande (L. jacobita)   |
|  |                                  |
|  | Gatto delle pampas (L. colocolo) |
|  |                                  |

|  | \| \| Gatto di monte (L. geoffroyi) \| \| \| \| \| \| Kodkod (L. guigna) \| \| \| \| |
|  |                                                                                      |
|  | Gatto tigre (L. tigrinus)                                                            |
|  |                                                                                      |
|  | Gatto di monte (L. geoffroyi)                                                        |
|  |                                                                                      |
|  | Kodkod (L. guigna)                                                                   |
|  |                                                                                      |

|  | Gatto di monte (L. geoffroyi) |
|  |                               |
|  | Kodkod (L. guigna)            |
|  |                               |

|  | Ocelot (L. pardalis) |
|  |                      |
|  | Margay (L. wiedii)   |
|  |                      |

|  | Gatto delle Ande (L. jacobita)   |
|  |                                  |
|  | Gatto delle pampas (L. colocolo) |
|  |                                  |

|  | \| \| Gatto di monte (L. geoffroyi) \| \| \| \| \| \| Kodkod (L. guigna) \| \| \| \| |
|  |                                                                                      |
|  | Gatto tigre (L. tigrinus)                                                            |
|  |                                                                                      |
|  | Gatto di monte (L. geoffroyi)                                                        |
|  |                                                                                      |
|  | Kodkod (L. guigna)                                                                   |
|  |                                                                                      |

|  | Gatto di monte (L. geoffroyi) |
|  |                               |
|  | Kodkod (L. guigna)            |
|  |                               |

|  | Gatto delle Ande (L. jacobita)   |
|  |                                  |
|  | Gatto delle pampas (L. colocolo) |
|  |                                  |

|  | \| \| Gatto di monte (L. geoffroyi) \| \| \| \| \| \| Kodkod (L. guigna) \| \| \| \| |
|  |                                                                                      |
|  | Gatto tigre (L. tigrinus)                                                            |
|  |                                                                                      |
|  | Gatto di monte (L. geoffroyi)                                                        |
|  |                                                                                      |
|  | Kodkod (L. guigna)                                                                   |
|  |                                                                                      |

|  | Gatto di monte (L. geoffroyi) |
|  |                               |
|  | Kodkod (L. guigna)            |
|  |                               |

|  | Ocelot (L. pardalis) |
|  |                      |
|  | Margay (L. wiedii)   |
|  |                      |

|  | Gatto delle Ande (L. jacobita)   |
|  |                                  |
|  | Gatto delle pampas (L. colocolo) |
|  |                                  |

|  | \| \| Gatto di monte (L. geoffroyi) \| \| \| \| \| \| Kodkod (L. guigna) \| \| \| \| |
|  |                                                                                      |
|  | Gatto tigre (L. tigrinus)                                                            |
|  |                                                                                      |
|  | Gatto di monte (L. geoffroyi)                                                        |
|  |                                                                                      |
|  | Kodkod (L. guigna)                                                                   |
|  |                                                                                      |

|  | Gatto di monte (L. geoffroyi) |
|  |                               |
|  | Kodkod (L. guigna)            |
|  |                               |

|  | Gatto delle Ande (L. jacobita)   |
|  |                                  |
|  | Gatto delle pampas (L. colocolo) |
|  |                                  |

|  | \| \| Gatto di monte (L. geoffroyi) \| \| \| \| \| \| Kodkod (L. guigna) \| \| \| \| |
|  |                                                                                      |
|  | Gatto tigre (L. tigrinus)                                                            |
|  |                                                                                      |
|  | Gatto di monte (L. geoffroyi)                                                        |
|  |                                                                                      |
|  | Kodkod (L. guigna)                                                                   |
|  |                                                                                      |

|  | Gatto di monte (L. geoffroyi) |
|  |                               |
|  | Kodkod (L. guigna)            |
|  |                               |

|  | Serval (Leptailurus serval)                                                                |
|  |                                                                                            |
|  | \| \| Caracal (C. caracal) \| \| \| \| \| \| Gatto dorato africano (C. aurata) \| \| \| \| |
|  |                                                                                            |
|  | Caracal (C. caracal)                                                                       |
|  |                                                                                            |
|  | Gatto dorato africano (C. aurata)                                                          |
|  |                                                                                            |

|  | Caracal (C. caracal)              |
|  |                                   |
|  | Gatto dorato africano (C. aurata) |
|  |                                   |

|  | Ocelot (L. pardalis) |
|  |                      |
|  | Margay (L. wiedii)   |
|  |                      |

|  | Gatto delle Ande (L. jacobita)   |
|  |                                  |
|  | Gatto delle pampas (L. colocolo) |
|  |                                  |

|  | \| \| Gatto di monte (L. geoffroyi) \| \| \| \| \| \| Kodkod (L. guigna) \| \| \| \| |
|  |                                                                                      |
|  | Gatto tigre (L. tigrinus)                                                            |
|  |                                                                                      |
|  | Gatto di monte (L. geoffroyi)                                                        |
|  |                                                                                      |
|  | Kodkod (L. guigna)                                                                   |
|  |                                                                                      |

|  | Gatto di monte (L. geoffroyi) |
|  |                               |
|  | Kodkod (L. guigna)            |
|  |                               |

|  | Gatto delle Ande (L. jacobita)   |
|  |                                  |
|  | Gatto delle pampas (L. colocolo) |
|  |                                  |

|  | \| \| Gatto di monte (L. geoffroyi) \| \| \| \| \| \| Kodkod (L. guigna) \| \| \| \| |
|  |                                                                                      |
|  | Gatto tigre (L. tigrinus)                                                            |
|  |                                                                                      |
|  | Gatto di monte (L. geoffroyi)                                                        |
|  |                                                                                      |
|  | Kodkod (L. guigna)                                                                   |
|  |                                                                                      |

|  | Gatto di monte (L. geoffroyi) |
|  |                               |
|  | Kodkod (L. guigna)            |
|  |                               |

|  | Ocelot (L. pardalis) |
|  |                      |
|  | Margay (L. wiedii)   |
|  |                      |

|  | Gatto delle Ande (L. jacobita)   |
|  |                                  |
|  | Gatto delle pampas (L. colocolo) |
|  |                                  |

|  | \| \| Gatto di monte (L. geoffroyi) \| \| \| \| \| \| Kodkod (L. guigna) \| \| \| \| |
|  |                                                                                      |
|  | Gatto tigre (L. tigrinus)                                                            |
|  |                                                                                      |
|  | Gatto di monte (L. geoffroyi)                                                        |
|  |                                                                                      |
|  | Kodkod (L. guigna)                                                                   |
|  |                                                                                      |

|  | Gatto di monte (L. geoffroyi) |
|  |                               |
|  | Kodkod (L. guigna)            |
|  |                               |

|  | Gatto delle Ande (L. jacobita)   |
|  |                                  |
|  | Gatto delle pampas (L. colocolo) |
|  |                                  |

|  | \| \| Gatto di monte (L. geoffroyi) \| \| \| \| \| \| Kodkod (L. guigna) \| \| \| \| |
|  |                                                                                      |
|  | Gatto tigre (L. tigrinus)                                                            |
|  |                                                                                      |
|  | Gatto di monte (L. geoffroyi)                                                        |
|  |                                                                                      |
|  | Kodkod (L. guigna)                                                                   |
|  |                                                                                      |

|  | Gatto di monte (L. geoffroyi) |
|  |                               |
|  | Kodkod (L. guigna)            |
|  |                               |

|  | Ocelot (L. pardalis) |
|  |                      |
|  | Margay (L. wiedii)   |
|  |                      |

|  | Gatto delle Ande (L. jacobita)   |
|  |                                  |
|  | Gatto delle pampas (L. colocolo) |
|  |                                  |

|  | \| \| Gatto di monte (L. geoffroyi) \| \| \| \| \| \| Kodkod (L. guigna) \| \| \| \| |
|  |                                                                                      |
|  | Gatto tigre (L. tigrinus)                                                            |
|  |                                                                                      |
|  | Gatto di monte (L. geoffroyi)                                                        |
|  |                                                                                      |
|  | Kodkod (L. guigna)                                                                   |
|  |                                                                                      |

|  | Gatto di monte (L. geoffroyi) |
|  |                               |
|  | Kodkod (L. guigna)            |
|  |                               |

|  | Gatto delle Ande (L. jacobita)   |
|  |                                  |
|  | Gatto delle pampas (L. colocolo) |
|  |                                  |

|  | \| \| Gatto di monte (L. geoffroyi) \| \| \| \| \| \| Kodkod (L. guigna) \| \| \| \| |
|  |                                                                                      |
|  | Gatto tigre (L. tigrinus)                                                            |
|  |                                                                                      |
|  | Gatto di monte (L. geoffroyi)                                                        |
|  |                                                                                      |
|  | Kodkod (L. guigna)                                                                   |
|  |                                                                                      |

|  | Gatto di monte (L. geoffroyi) |
|  |                               |
|  | Kodkod (L. guigna)            |
|  |                               |

|  | Ocelot (L. pardalis) |
|  |                      |
|  | Margay (L. wiedii)   |
|  |                      |

|  | Gatto delle Ande (L. jacobita)   |
|  |                                  |
|  | Gatto delle pampas (L. colocolo) |
|  |                                  |

|  | \| \| Gatto di monte (L. geoffroyi) \| \| \| \| \| \| Kodkod (L. guigna) \| \| \| \| |
|  |                                                                                      |
|  | Gatto tigre (L. tigrinus)                                                            |
|  |                                                                                      |
|  | Gatto di monte (L. geoffroyi)                                                        |
|  |                                                                                      |
|  | Kodkod (L. guigna)                                                                   |
|  |                                                                                      |

|  | Gatto di monte (L. geoffroyi) |
|  |                               |
|  | Kodkod (L. guigna)            |
|  |                               |

|  | Gatto delle Ande (L. jacobita)   |
|  |                                  |
|  | Gatto delle pampas (L. colocolo) |
|  |                                  |

|  | \| \| Gatto di monte (L. geoffroyi) \| \| \| \| \| \| Kodkod (L. guigna) \| \| \| \| |
|  |                                                                                      |
|  | Gatto tigre (L. tigrinus)                                                            |
|  |                                                                                      |
|  | Gatto di monte (L. geoffroyi)                                                        |
|  |                                                                                      |
|  | Kodkod (L. guigna)                                                                   |
|  |                                                                                      |

|  | Gatto di monte (L. geoffroyi) |
|  |                               |
|  | Kodkod (L. guigna)            |
|  |                               |

|  | Serval (Leptailurus serval)                                                                |
|  |                                                                                            |
|  | \| \| Caracal (C. caracal) \| \| \| \| \| \| Gatto dorato africano (C. aurata) \| \| \| \| |
|  |                                                                                            |
|  | Caracal (C. caracal)                                                                       |
|  |                                                                                            |
|  | Gatto dorato africano (C. aurata)                                                          |
|  |                                                                                            |

|  | Caracal (C. caracal)              |
|  |                                   |
|  | Gatto dorato africano (C. aurata) |
|  |                                   |

|  | Ocelot (L. pardalis) |
|  |                      |
|  | Margay (L. wiedii)   |
|  |                      |

|  | Gatto delle Ande (L. jacobita)   |
|  |                                  |
|  | Gatto delle pampas (L. colocolo) |
|  |                                  |

|  | \| \| Gatto di monte (L. geoffroyi) \| \| \| \| \| \| Kodkod (L. guigna) \| \| \| \| |
|  |                                                                                      |
|  | Gatto tigre (L. tigrinus)                                                            |
|  |                                                                                      |
|  | Gatto di monte (L. geoffroyi)                                                        |
|  |                                                                                      |
|  | Kodkod (L. guigna)                                                                   |
|  |                                                                                      |

|  | Gatto di monte (L. geoffroyi) |
|  |                               |
|  | Kodkod (L. guigna)            |
|  |                               |

|  | Gatto delle Ande (L. jacobita)   |
|  |                                  |
|  | Gatto delle pampas (L. colocolo) |
|  |                                  |

|  | \| \| Gatto di monte (L. geoffroyi) \| \| \| \| \| \| Kodkod (L. guigna) \| \| \| \| |
|  |                                                                                      |
|  | Gatto tigre (L. tigrinus)                                                            |
|  |                                                                                      |
|  | Gatto di monte (L. geoffroyi)                                                        |
|  |                                                                                      |
|  | Kodkod (L. guigna)                                                                   |
|  |                                                                                      |

|  | Gatto di monte (L. geoffroyi) |
|  |                               |
|  | Kodkod (L. guigna)            |
|  |                               |

|  | Ocelot (L. pardalis) |
|  |                      |
|  | Margay (L. wiedii)   |
|  |                      |

|  | Gatto delle Ande (L. jacobita)   |
|  |                                  |
|  | Gatto delle pampas (L. colocolo) |
|  |                                  |

|  | \| \| Gatto di monte (L. geoffroyi) \| \| \| \| \| \| Kodkod (L. guigna) \| \| \| \| |
|  |                                                                                      |
|  | Gatto tigre (L. tigrinus)                                                            |
|  |                                                                                      |
|  | Gatto di monte (L. geoffroyi)                                                        |
|  |                                                                                      |
|  | Kodkod (L. guigna)                                                                   |
|  |                                                                                      |

|  | Gatto di monte (L. geoffroyi) |
|  |                               |
|  | Kodkod (L. guigna)            |
|  |                               |

|  | Gatto delle Ande (L. jacobita)   |
|  |                                  |
|  | Gatto delle pampas (L. colocolo) |
|  |                                  |

|  | \| \| Gatto di monte (L. geoffroyi) \| \| \| \| \| \| Kodkod (L. guigna) \| \| \| \| |
|  |                                                                                      |
|  | Gatto tigre (L. tigrinus)                                                            |
|  |                                                                                      |
|  | Gatto di monte (L. geoffroyi)                                                        |
|  |                                                                                      |
|  | Kodkod (L. guigna)                                                                   |
|  |                                                                                      |

|  | Gatto di monte (L. geoffroyi) |
|  |                               |
|  | Kodkod (L. guigna)            |
|  |                               |

|  | Ocelot (L. pardalis) |
|  |                      |
|  | Margay (L. wiedii)   |
|  |                      |

|  | Gatto delle Ande (L. jacobita)   |
|  |                                  |
|  | Gatto delle pampas (L. colocolo) |
|  |                                  |

|  | \| \| Gatto di monte (L. geoffroyi) \| \| \| \| \| \| Kodkod (L. guigna) \| \| \| \| |
|  |                                                                                      |
|  | Gatto tigre (L. tigrinus)                                                            |
|  |                                                                                      |
|  | Gatto di monte (L. geoffroyi)                                                        |
|  |                                                                                      |
|  | Kodkod (L. guigna)                                                                   |
|  |                                                                                      |

|  | Gatto di monte (L. geoffroyi) |
|  |                               |
|  | Kodkod (L. guigna)            |
|  |                               |

|  | Gatto delle Ande (L. jacobita)   |
|  |                                  |
|  | Gatto delle pampas (L. colocolo) |
|  |                                  |

|  | \| \| Gatto di monte (L. geoffroyi) \| \| \| \| \| \| Kodkod (L. guigna) \| \| \| \| |
|  |                                                                                      |
|  | Gatto tigre (L. tigrinus)                                                            |
|  |                                                                                      |
|  | Gatto di monte (L. geoffroyi)                                                        |
|  |                                                                                      |
|  | Kodkod (L. guigna)                                                                   |
|  |                                                                                      |

|  | Gatto di monte (L. geoffroyi) |
|  |                               |
|  | Kodkod (L. guigna)            |
|  |                               |

|  | Ocelot (L. pardalis) |
|  |                      |
|  | Margay (L. wiedii)   |
|  |                      |

|  | Gatto delle Ande (L. jacobita)   |
|  |                                  |
|  | Gatto delle pampas (L. colocolo) |
|  |                                  |

|  | \| \| Gatto di monte (L. geoffroyi) \| \| \| \| \| \| Kodkod (L. guigna) \| \| \| \| |
|  |                                                                                      |
|  | Gatto tigre (L. tigrinus)                                                            |
|  |                                                                                      |
|  | Gatto di monte (L. geoffroyi)                                                        |
|  |                                                                                      |
|  | Kodkod (L. guigna)                                                                   |
|  |                                                                                      |

|  | Gatto di monte (L. geoffroyi) |
|  |                               |
|  | Kodkod (L. guigna)            |
|  |                               |

|  | Gatto delle Ande (L. jacobita)   |
|  |                                  |
|  | Gatto delle pampas (L. colocolo) |
|  |                                  |

|  | \| \| Gatto di monte (L. geoffroyi) \| \| \| \| \| \| Kodkod (L. guigna) \| \| \| \| |
|  |                                                                                      |
|  | Gatto tigre (L. tigrinus)                                                            |
|  |                                                                                      |
|  | Gatto di monte (L. geoffroyi)                                                        |
|  |                                                                                      |
|  | Kodkod (L. guigna)                                                                   |
|  |                                                                                      |

|  | Gatto di monte (L. geoffroyi) |
|  |                               |
|  | Kodkod (L. guigna)            |
|  |                               |

|          | Gatto marmorizzato (P. marmorata)                                                                                  |
|          | |
| Catopuma | \| \| Gatto dorato del Borneo (Catopuma badia) \| \| \| \| \| \| Gatto dorato asiatico (C. temminckii) \| \| \| \| |
|          | \| \| Gatto dorato del Borneo (Catopuma badia) \| \| \| \| \| \| Gatto dorato asiatico (C. temminckii) \| \| \| \| |
|          | Gatto dorato del Borneo (Catopuma badia)                                                                           |
|          | |
|          | Gatto dorato asiatico (C. temminckii)                                                                              |
|          | |

|  | Gatto dorato del Borneo (Catopuma badia) |
|  |                                          |
|  | Gatto dorato asiatico (C. temminckii)    |
|  |                                          |

|  | Serval (Leptailurus serval)                                                                |
|  |                                                                                            |
|  | \| \| Caracal (C. caracal) \| \| \| \| \| \| Gatto dorato africano (C. aurata) \| \| \| \| |
|  |                                                                                            |
|  | Caracal (C. caracal)                                                                       |
|  |                                                                                            |
|  | Gatto dorato africano (C. aurata)                                                          |
|  |                                                                                            |

|  | Caracal (C. caracal)              |
|  |                                   |
|  | Gatto dorato africano (C. aurata) |
|  |                                   |

|  | Ocelot (L. pardalis) |
|  |                      |
|  | Margay (L. wiedii)   |
|  |                      |

|  | Gatto delle Ande (L. jacobita)   |
|  |                                  |
|  | Gatto delle pampas (L. colocolo) |
|  |                                  |

|  | \| \| Gatto di monte (L. geoffroyi) \| \| \| \| \| \| Kodkod (L. guigna) \| \| \| \| |
|  |                                                                                      |
|  | Gatto tigre (L. tigrinus)                                                            |
|  |                                                                                      |
|  | Gatto di monte (L. geoffroyi)                                                        |
|  |                                                                                      |
|  | Kodkod (L. guigna)                                                                   |
|  |                                                                                      |

|  | Gatto di monte (L. geoffroyi) |
|  |                               |
|  | Kodkod (L. guigna)            |
|  |                               |

|  | Gatto delle Ande (L. jacobita)   |
|  |                                  |
|  | Gatto delle pampas (L. colocolo) |
|  |                                  |

|  | \| \| Gatto di monte (L. geoffroyi) \| \| \| \| \| \| Kodkod (L. guigna) \| \| \| \| |
|  |                                                                                      |
|  | Gatto tigre (L. tigrinus)                                                            |
|  |                                                                                      |
|  | Gatto di monte (L. geoffroyi)                                                        |
|  |                                                                                      |
|  | Kodkod (L. guigna)                                                                   |
|  |                                                                                      |

|  | Gatto di monte (L. geoffroyi) |
|  |                               |
|  | Kodkod (L. guigna)            |
|  |                               |

|  | Ocelot (L. pardalis) |
|  |                      |
|  | Margay (L. wiedii)   |
|  |                      |

|  | Gatto delle Ande (L. jacobita)   |
|  |                                  |
|  | Gatto delle pampas (L. colocolo) |
|  |                                  |

|  | \| \| Gatto di monte (L. geoffroyi) \| \| \| \| \| \| Kodkod (L. guigna) \| \| \| \| |
|  |                                                                                      |
|  | Gatto tigre (L. tigrinus)                                                            |
|  |                                                                                      |
|  | Gatto di monte (L. geoffroyi)                                                        |
|  |                                                                                      |
|  | Kodkod (L. guigna)                                                                   |
|  |                                                                                      |

|  | Gatto di monte (L. geoffroyi) |
|  |                               |
|  | Kodkod (L. guigna)            |
|  |                               |

|  | Gatto delle Ande (L. jacobita)   |
|  |                                  |
|  | Gatto delle pampas (L. colocolo) |
|  |                                  |

|  | \| \| Gatto di monte (L. geoffroyi) \| \| \| \| \| \| Kodkod (L. guigna) \| \| \| \| |
|  |                                                                                      |
|  | Gatto tigre (L. tigrinus)                                                            |
|  |                                                                                      |
|  | Gatto di monte (L. geoffroyi)                                                        |
|  |                                                                                      |
|  | Kodkod (L. guigna)                                                                   |
|  |                                                                                      |

|  | Gatto di monte (L. geoffroyi) |
|  |                               |
|  | Kodkod (L. guigna)            |
|  |                               |

|  | Ocelot (L. pardalis) |
|  |                      |
|  | Margay (L. wiedii)   |
|  |                      |

|  | Gatto delle Ande (L. jacobita)   |
|  |                                  |
|  | Gatto delle pampas (L. colocolo) |
|  |                                  |

|  | \| \| Gatto di monte (L. geoffroyi) \| \| \| \| \| \| Kodkod (L. guigna) \| \| \| \| |
|  |                                                                                      |
|  | Gatto tigre (L. tigrinus)                                                            |
|  |                                                                                      |
|  | Gatto di monte (L. geoffroyi)                                                        |
|  |                                                                                      |
|  | Kodkod (L. guigna)                                                                   |
|  |                                                                                      |

|  | Gatto di monte (L. geoffroyi) |
|  |                               |
|  | Kodkod (L. guigna)            |
|  |                               |

|  | Gatto delle Ande (L. jacobita)   |
|  |                                  |
|  | Gatto delle pampas (L. colocolo) |
|  |                                  |

|  | \| \| Gatto di monte (L. geoffroyi) \| \| \| \| \| \| Kodkod (L. guigna) \| \| \| \| |
|  |                                                                                      |
|  | Gatto tigre (L. tigrinus)                                                            |
|  |                                                                                      |
|  | Gatto di monte (L. geoffroyi)                                                        |
|  |                                                                                      |
|  | Kodkod (L. guigna)                                                                   |
|  |                                                                                      |

|  | Gatto di monte (L. geoffroyi) |
|  |                               |
|  | Kodkod (L. guigna)            |
|  |                               |

|  | Ocelot (L. pardalis) |
|  |                      |
|  | Margay (L. wiedii)   |
|  |                      |

|  | Gatto delle Ande (L. jacobita)   |
|  |                                  |
|  | Gatto delle pampas (L. colocolo) |
|  |                                  |

|  | \| \| Gatto di monte (L. geoffroyi) \| \| \| \| \| \| Kodkod (L. guigna) \| \| \| \| |
|  |                                                                                      |
|  | Gatto tigre (L. tigrinus)                                                            |
|  |                                                                                      |
|  | Gatto di monte (L. geoffroyi)                                                        |
|  |                                                                                      |
|  | Kodkod (L. guigna)                                                                   |
|  |                                                                                      |

|  | Gatto di monte (L. geoffroyi) |
|  |                               |
|  | Kodkod (L. guigna)            |
|  |                               |

|  | Gatto delle Ande (L. jacobita)   |
|  |                                  |
|  | Gatto delle pampas (L. colocolo) |
|  |                                  |

|  | \| \| Gatto di monte (L. geoffroyi) \| \| \| \| \| \| Kodkod (L. guigna) \| \| \| \| |
|  |                                                                                      |
|  | Gatto tigre (L. tigrinus)                                                            |
|  |                                                                                      |
|  | Gatto di monte (L. geoffroyi)                                                        |
|  |                                                                                      |
|  | Kodkod (L. guigna)                                                                   |
|  |                                                                                      |

|  | Gatto di monte (L. geoffroyi) |
|  |                               |
|  | Kodkod (L. guigna)            |
|  |                               |

|  | Serval (Leptailurus serval)                                                                |
|  |                                                                                            |
|  | \| \| Caracal (C. caracal) \| \| \| \| \| \| Gatto dorato africano (C. aurata) \| \| \| \| |
|  |                                                                                            |
|  | Caracal (C. caracal)                                                                       |
|  |                                                                                            |
|  | Gatto dorato africano (C. aurata)                                                          |
|  |                                                                                            |

|  | Caracal (C. caracal)              |
|  |                                   |
|  | Gatto dorato africano (C. aurata) |
|  |                                   |

|  | Ocelot (L. pardalis) |
|  |                      |
|  | Margay (L. wiedii)   |
|  |                      |

|  | Gatto delle Ande (L. jacobita)   |
|  |                                  |
|  | Gatto delle pampas (L. colocolo) |
|  |                                  |

|  | \| \| Gatto di monte (L. geoffroyi) \| \| \| \| \| \| Kodkod (L. guigna) \| \| \| \| |
|  |                                                                                      |
|  | Gatto tigre (L. tigrinus)                                                            |
|  |                                                                                      |
|  | Gatto di monte (L. geoffroyi)                                                        |
|  |                                                                                      |
|  | Kodkod (L. guigna)                                                                   |
|  |                                                                                      |

|  | Gatto di monte (L. geoffroyi) |
|  |                               |
|  | Kodkod (L. guigna)            |
|  |                               |

|  | Gatto delle Ande (L. jacobita)   |
|  |                                  |
|  | Gatto delle pampas (L. colocolo) |
|  |                                  |

|  | \| \| Gatto di monte (L. geoffroyi) \| \| \| \| \| \| Kodkod (L. guigna) \| \| \| \| |
|  |                                                                                      |
|  | Gatto tigre (L. tigrinus)                                                            |
|  |                                                                                      |
|  | Gatto di monte (L. geoffroyi)                                                        |
|  |                                                                                      |
|  | Kodkod (L. guigna)                                                                   |
|  |                                                                                      |

|  | Gatto di monte (L. geoffroyi) |
|  |                               |
|  | Kodkod (L. guigna)            |
|  |                               |

|  | Ocelot (L. pardalis) |
|  |                      |
|  | Margay (L. wiedii)   |
|  |                      |

|  | Gatto delle Ande (L. jacobita)   |
|  |                                  |
|  | Gatto delle pampas (L. colocolo) |
|  |                                  |

|  | \| \| Gatto di monte (L. geoffroyi) \| \| \| \| \| \| Kodkod (L. guigna) \| \| \| \| |
|  |                                                                                      |
|  | Gatto tigre (L. tigrinus)                                                            |
|  |                                                                                      |
|  | Gatto di monte (L. geoffroyi)                                                        |
|  |                                                                                      |
|  | Kodkod (L. guigna)                                                                   |
|  |                                                                                      |

|  | Gatto di monte (L. geoffroyi) |
|  |                               |
|  | Kodkod (L. guigna)            |
|  |                               |

|  | Gatto delle Ande (L. jacobita)   |
|  |                                  |
|  | Gatto delle pampas (L. colocolo) |
|  |                                  |

|  | \| \| Gatto di monte (L. geoffroyi) \| \| \| \| \| \| Kodkod (L. guigna) \| \| \| \| |
|  |                                                                                      |
|  | Gatto tigre (L. tigrinus)                                                            |
|  |                                                                                      |
|  | Gatto di monte (L. geoffroyi)                                                        |
|  |                                                                                      |
|  | Kodkod (L. guigna)                                                                   |
|  |                                                                                      |

|  | Gatto di monte (L. geoffroyi) |
|  |                               |
|  | Kodkod (L. guigna)            |
|  |                               |

|  | Ocelot (L. pardalis) |
|  |                      |
|  | Margay (L. wiedii)   |
|  |                      |

|  | Gatto delle Ande (L. jacobita)   |
|  |                                  |
|  | Gatto delle pampas (L. colocolo) |
|  |                                  |

|  | \| \| Gatto di monte (L. geoffroyi) \| \| \| \| \| \| Kodkod (L. guigna) \| \| \| \| |
|  |                                                                                      |
|  | Gatto tigre (L. tigrinus)                                                            |
|  |                                                                                      |
|  | Gatto di monte (L. geoffroyi)                                                        |
|  |                                                                                      |
|  | Kodkod (L. guigna)                                                                   |
|  |                                                                                      |

|  | Gatto di monte (L. geoffroyi) |
|  |                               |
|  | Kodkod (L. guigna)            |
|  |                               |

|  | Gatto delle Ande (L. jacobita)   |
|  |                                  |
|  | Gatto delle pampas (L. colocolo) |
|  |                                  |

|  | \| \| Gatto di monte (L. geoffroyi) \| \| \| \| \| \| Kodkod (L. guigna) \| \| \| \| |
|  |                                                                                      |
|  | Gatto tigre (L. tigrinus)                                                            |
|  |                                                                                      |
|  | Gatto di monte (L. geoffroyi)                                                        |
|  |                                                                                      |
|  | Kodkod (L. guigna)                                                                   |
|  |                                                                                      |

|  | Gatto di monte (L. geoffroyi) |
|  |                               |
|  | Kodkod (L. guigna)            |
|  |                               |

|  | Ocelot (L. pardalis) |
|  |                      |
|  | Margay (L. wiedii)   |
|  |                      |

|  | Gatto delle Ande (L. jacobita)   |
|  |                                  |
|  | Gatto delle pampas (L. colocolo) |
|  |                                  |

|  | \| \| Gatto di monte (L. geoffroyi) \| \| \| \| \| \| Kodkod (L. guigna) \| \| \| \| |
|  |                                                                                      |
|  | Gatto tigre (L. tigrinus)                                                            |
|  |                                                                                      |
|  | Gatto di monte (L. geoffroyi)                                                        |
|  |                                                                                      |
|  | Kodkod (L. guigna)                                                                   |
|  |                                                                                      |

|  | Gatto di monte (L. geoffroyi) |
|  |                               |
|  | Kodkod (L. guigna)            |
|  |                               |

|  | Gatto delle Ande (L. jacobita)   |
|  |                                  |
|  | Gatto delle pampas (L. colocolo) |
|  |                                  |

|  | \| \| Gatto di monte (L. geoffroyi) \| \| \| \| \| \| Kodkod (L. guigna) \| \| \| \| |
|  |                                                                                      |
|  | Gatto tigre (L. tigrinus)                                                            |
|  |                                                                                      |
|  | Gatto di monte (L. geoffroyi)                                                        |
|  |                                                                                      |
|  | Kodkod (L. guigna)                                                                   |
|  |                                                                                      |

|  | Gatto di monte (L. geoffroyi) |
|  |                               |
|  | Kodkod (L. guigna)            |
|  |                               |

|  | Serval (Leptailurus serval)                                                                |
|  |                                                                                            |
|  | \| \| Caracal (C. caracal) \| \| \| \| \| \| Gatto dorato africano (C. aurata) \| \| \| \| |
|  |                                                                                            |
|  | Caracal (C. caracal)                                                                       |
|  |                                                                                            |
|  | Gatto dorato africano (C. aurata)                                                          |
|  |                                                                                            |

|  | Caracal (C. caracal)              |
|  |                                   |
|  | Gatto dorato africano (C. aurata) |
|  |                                   |

|  | Ocelot (L. pardalis) |
|  |                      |
|  | Margay (L. wiedii)   |
|  |                      |

|  | Gatto delle Ande (L. jacobita)   |
|  |                                  |
|  | Gatto delle pampas (L. colocolo) |
|  |                                  |

|  | \| \| Gatto di monte (L. geoffroyi) \| \| \| \| \| \| Kodkod (L. guigna) \| \| \| \| |
|  |                                                                                      |
|  | Gatto tigre (L. tigrinus)                                                            |
|  |                                                                                      |
|  | Gatto di monte (L. geoffroyi)                                                        |
|  |                                                                                      |
|  | Kodkod (L. guigna)                                                                   |
|  |                                                                                      |

|  | Gatto di monte (L. geoffroyi) |
|  |                               |
|  | Kodkod (L. guigna)            |
|  |                               |

|  | Gatto delle Ande (L. jacobita)   |
|  |                                  |
|  | Gatto delle pampas (L. colocolo) |
|  |                                  |

|  | \| \| Gatto di monte (L. geoffroyi) \| \| \| \| \| \| Kodkod (L. guigna) \| \| \| \| |
|  |                                                                                      |
|  | Gatto tigre (L. tigrinus)                                                            |
|  |                                                                                      |
|  | Gatto di monte (L. geoffroyi)                                                        |
|  |                                                                                      |
|  | Kodkod (L. guigna)                                                                   |
|  |                                                                                      |

|  | Gatto di monte (L. geoffroyi) |
|  |                               |
|  | Kodkod (L. guigna)            |
|  |                               |

|  | Ocelot (L. pardalis) |
|  |                      |
|  | Margay (L. wiedii)   |
|  |                      |

|  | Gatto delle Ande (L. jacobita)   |
|  |                                  |
|  | Gatto delle pampas (L. colocolo) |
|  |                                  |

|  | \| \| Gatto di monte (L. geoffroyi) \| \| \| \| \| \| Kodkod (L. guigna) \| \| \| \| |
|  |                                                                                      |
|  | Gatto tigre (L. tigrinus)                                                            |
|  |                                                                                      |
|  | Gatto di monte (L. geoffroyi)                                                        |
|  |                                                                                      |
|  | Kodkod (L. guigna)                                                                   |
|  |                                                                                      |

|  | Gatto di monte (L. geoffroyi) |
|  |                               |
|  | Kodkod (L. guigna)            |
|  |                               |

|  | Gatto delle Ande (L. jacobita)   |
|  |                                  |
|  | Gatto delle pampas (L. colocolo) |
|  |                                  |

|  | \| \| Gatto di monte (L. geoffroyi) \| \| \| \| \| \| Kodkod (L. guigna) \| \| \| \| |
|  |                                                                                      |
|  | Gatto tigre (L. tigrinus)                                                            |
|  |                                                                                      |
|  | Gatto di monte (L. geoffroyi)                                                        |
|  |                                                                                      |
|  | Kodkod (L. guigna)                                                                   |
|  |                                                                                      |

|  | Gatto di monte (L. geoffroyi) |
|  |                               |
|  | Kodkod (L. guigna)            |
|  |                               |

|  | Ocelot (L. pardalis) |
|  |                      |
|  | Margay (L. wiedii)   |
|  |                      |

|  | Gatto delle Ande (L. jacobita)   |
|  |                                  |
|  | Gatto delle pampas (L. colocolo) |
|  |                                  |

|  | \| \| Gatto di monte (L. geoffroyi) \| \| \| \| \| \| Kodkod (L. guigna) \| \| \| \| |
|  |                                                                                      |
|  | Gatto tigre (L. tigrinus)                                                            |
|  |                                                                                      |
|  | Gatto di monte (L. geoffroyi)                                                        |
|  |                                                                                      |
|  | Kodkod (L. guigna)                                                                   |
|  |                                                                                      |

|  | Gatto di monte (L. geoffroyi) |
|  |                               |
|  | Kodkod (L. guigna)            |
|  |                               |

|  | Gatto delle Ande (L. jacobita)   |
|  |                                  |
|  | Gatto delle pampas (L. colocolo) |
|  |                                  |

|  | \| \| Gatto di monte (L. geoffroyi) \| \| \| \| \| \| Kodkod (L. guigna) \| \| \| \| |
|  |                                                                                      |
|  | Gatto tigre (L. tigrinus)                                                            |
|  |                                                                                      |
|  | Gatto di monte (L. geoffroyi)                                                        |
|  |                                                                                      |
|  | Kodkod (L. guigna)                                                                   |
|  |                                                                                      |

|  | Gatto di monte (L. geoffroyi) |
|  |                               |
|  | Kodkod (L. guigna)            |
|  |                               |

|  | Ocelot (L. pardalis) |
|  |                      |
|  | Margay (L. wiedii)   |
|  |                      |

|  | Gatto delle Ande (L. jacobita)   |
|  |                                  |
|  | Gatto delle pampas (L. colocolo) |
|  |                                  |

|  | \| \| Gatto di monte (L. geoffroyi) \| \| \| \| \| \| Kodkod (L. guigna) \| \| \| \| |
|  |                                                                                      |
|  | Gatto tigre (L. tigrinus)                                                            |
|  |                                                                                      |
|  | Gatto di monte (L. geoffroyi)                                                        |
|  |                                                                                      |
|  | Kodkod (L. guigna)                                                                   |
|  |                                                                                      |

|  | Gatto di monte (L. geoffroyi) |
|  |                               |
|  | Kodkod (L. guigna)            |
|  |                               |

|  | Gatto delle Ande (L. jacobita)   |
|  |                                  |
|  | Gatto delle pampas (L. colocolo) |
|  |                                  |

|  | \| \| Gatto di monte (L. geoffroyi) \| \| \| \| \| \| Kodkod (L. guigna) \| \| \| \| |
|  |                                                                                      |
|  | Gatto tigre (L. tigrinus)                                                            |
|  |                                                                                      |
|  | Gatto di monte (L. geoffroyi)                                                        |
|  |                                                                                      |
|  | Kodkod (L. guigna)                                                                   |
|  |                                                                                      |

|  | Gatto di monte (L. geoffroyi) |
|  |                               |
|  | Kodkod (L. guigna)            |
|  |                               |

|  | Serval (Leptailurus serval)                                                                |
|  |                                                                                            |
|  | \| \| Caracal (C. caracal) \| \| \| \| \| \| Gatto dorato africano (C. aurata) \| \| \| \| |
|  |                                                                                            |
|  | Caracal (C. caracal)                                                                       |
|  |                                                                                            |
|  | Gatto dorato africano (C. aurata)                                                          |
|  |                                                                                            |

|  | Caracal (C. caracal)              |
|  |                                   |
|  | Gatto dorato africano (C. aurata) |
|  |                                   |

|  | Ocelot (L. pardalis) |
|  |                      |
|  | Margay (L. wiedii)   |
|  |                      |

|  | Gatto delle Ande (L. jacobita)   |
|  |                                  |
|  | Gatto delle pampas (L. colocolo) |
|  |                                  |

|  | \| \| Gatto di monte (L. geoffroyi) \| \| \| \| \| \| Kodkod (L. guigna) \| \| \| \| |
|  |                                                                                      |
|  | Gatto tigre (L. tigrinus)                                                            |
|  |                                                                                      |
|  | Gatto di monte (L. geoffroyi)                                                        |
|  |                                                                                      |
|  | Kodkod (L. guigna)                                                                   |
|  |                                                                                      |

|  | Gatto di monte (L. geoffroyi) |
|  |                               |
|  | Kodkod (L. guigna)            |
|  |                               |

|  | Gatto delle Ande (L. jacobita)   |
|  |                                  |
|  | Gatto delle pampas (L. colocolo) |
|  |                                  |

|  | \| \| Gatto di monte (L. geoffroyi) \| \| \| \| \| \| Kodkod (L. guigna) \| \| \| \| |
|  |                                                                                      |
|  | Gatto tigre (L. tigrinus)                                                            |
|  |                                                                                      |
|  | Gatto di monte (L. geoffroyi)                                                        |
|  |                                                                                      |
|  | Kodkod (L. guigna)                                                                   |
|  |                                                                                      |

|  | Gatto di monte (L. geoffroyi) |
|  |                               |
|  | Kodkod (L. guigna)            |
|  |                               |

|  | Ocelot (L. pardalis) |
|  |                      |
|  | Margay (L. wiedii)   |
|  |                      |

|  | Gatto delle Ande (L. jacobita)   |
|  |                                  |
|  | Gatto delle pampas (L. colocolo) |
|  |                                  |

|  | \| \| Gatto di monte (L. geoffroyi) \| \| \| \| \| \| Kodkod (L. guigna) \| \| \| \| |
|  |                                                                                      |
|  | Gatto tigre (L. tigrinus)                                                            |
|  |                                                                                      |
|  | Gatto di monte (L. geoffroyi)                                                        |
|  |                                                                                      |
|  | Kodkod (L. guigna)                                                                   |
|  |                                                                                      |

|  | Gatto di monte (L. geoffroyi) |
|  |                               |
|  | Kodkod (L. guigna)            |
|  |                               |

|  | Gatto delle Ande (L. jacobita)   |
|  |                                  |
|  | Gatto delle pampas (L. colocolo) |
|  |                                  |

|  | \| \| Gatto di monte (L. geoffroyi) \| \| \| \| \| \| Kodkod (L. guigna) \| \| \| \| |
|  |                                                                                      |
|  | Gatto tigre (L. tigrinus)                                                            |
|  |                                                                                      |
|  | Gatto di monte (L. geoffroyi)                                                        |
|  |                                                                                      |
|  | Kodkod (L. guigna)                                                                   |
|  |                                                                                      |

|  | Gatto di monte (L. geoffroyi) |
|  |                               |
|  | Kodkod (L. guigna)            |
|  |                               |

|  | Ocelot (L. pardalis) |
|  |                      |
|  | Margay (L. wiedii)   |
|  |                      |

|  | Gatto delle Ande (L. jacobita)   |
|  |                                  |
|  | Gatto delle pampas (L. colocolo) |
|  |                                  |

|  | \| \| Gatto di monte (L. geoffroyi) \| \| \| \| \| \| Kodkod (L. guigna) \| \| \| \| |
|  |                                                                                      |
|  | Gatto tigre (L. tigrinus)                                                            |
|  |                                                                                      |
|  | Gatto di monte (L. geoffroyi)                                                        |
|  |                                                                                      |
|  | Kodkod (L. guigna)                                                                   |
|  |                                                                                      |

|  | Gatto di monte (L. geoffroyi) |
|  |                               |
|  | Kodkod (L. guigna)            |
|  |                               |

|  | Gatto delle Ande (L. jacobita)   |
|  |                                  |
|  | Gatto delle pampas (L. colocolo) |
|  |                                  |

|  | \| \| Gatto di monte (L. geoffroyi) \| \| \| \| \| \| Kodkod (L. guigna) \| \| \| \| |
|  |                                                                                      |
|  | Gatto tigre (L. tigrinus)                                                            |
|  |                                                                                      |
|  | Gatto di monte (L. geoffroyi)                                                        |
|  |                                                                                      |
|  | Kodkod (L. guigna)                                                                   |
|  |                                                                                      |

|  | Gatto di monte (L. geoffroyi) |
|  |                               |
|  | Kodkod (L. guigna)            |
|  |                               |

|  | Ocelot (L. pardalis) |
|  |                      |
|  | Margay (L. wiedii)   |
|  |                      |

|  | Gatto delle Ande (L. jacobita)   |
|  |                                  |
|  | Gatto delle pampas (L. colocolo) |
|  |                                  |

|  | \| \| Gatto di monte (L. geoffroyi) \| \| \| \| \| \| Kodkod (L. guigna) \| \| \| \| |
|  |                                                                                      |
|  | Gatto tigre (L. tigrinus)                                                            |
|  |                                                                                      |
|  | Gatto di monte (L. geoffroyi)                                                        |
|  |                                                                                      |
|  | Kodkod (L. guigna)                                                                   |
|  |                                                                                      |

|  | Gatto di monte (L. geoffroyi) |
|  |                               |
|  | Kodkod (L. guigna)            |
|  |                               |

|  | Gatto delle Ande (L. jacobita)   |
|  |                                  |
|  | Gatto delle pampas (L. colocolo) |
|  |                                  |

|  | \| \| Gatto di monte (L. geoffroyi) \| \| \| \| \| \| Kodkod (L. guigna) \| \| \| \| |
|  |                                                                                      |
|  | Gatto tigre (L. tigrinus)                                                            |
|  |                                                                                      |
|  | Gatto di monte (L. geoffroyi)                                                        |
|  |                                                                                      |
|  | Kodkod (L. guigna)                                                                   |
|  |                                                                                      |

|  | Gatto di monte (L. geoffroyi) |
|  |                               |
|  | Kodkod (L. guigna)            |
|  |                               |

## Etimologia
Il nome Leptailurus potrebbe derivare dal greco medievale λεπταλέος o λεπτός, che significa «elegante», «delicato». Il nome «serval», invece, si fa risalire al latino medievale Lupus cervalis («lupo simile a un cervo») o al suo equivalente portoghese lobo-cerval (nome usato per indicare la lince pardina). Il primo utilizzo registrato di questo nome risale al 1771. Un altro nome con cui viene indicato il serval è «tierboskat», termine afrikaans che significa letteralmente «gatto-tigre di foresta».

## Descrizione

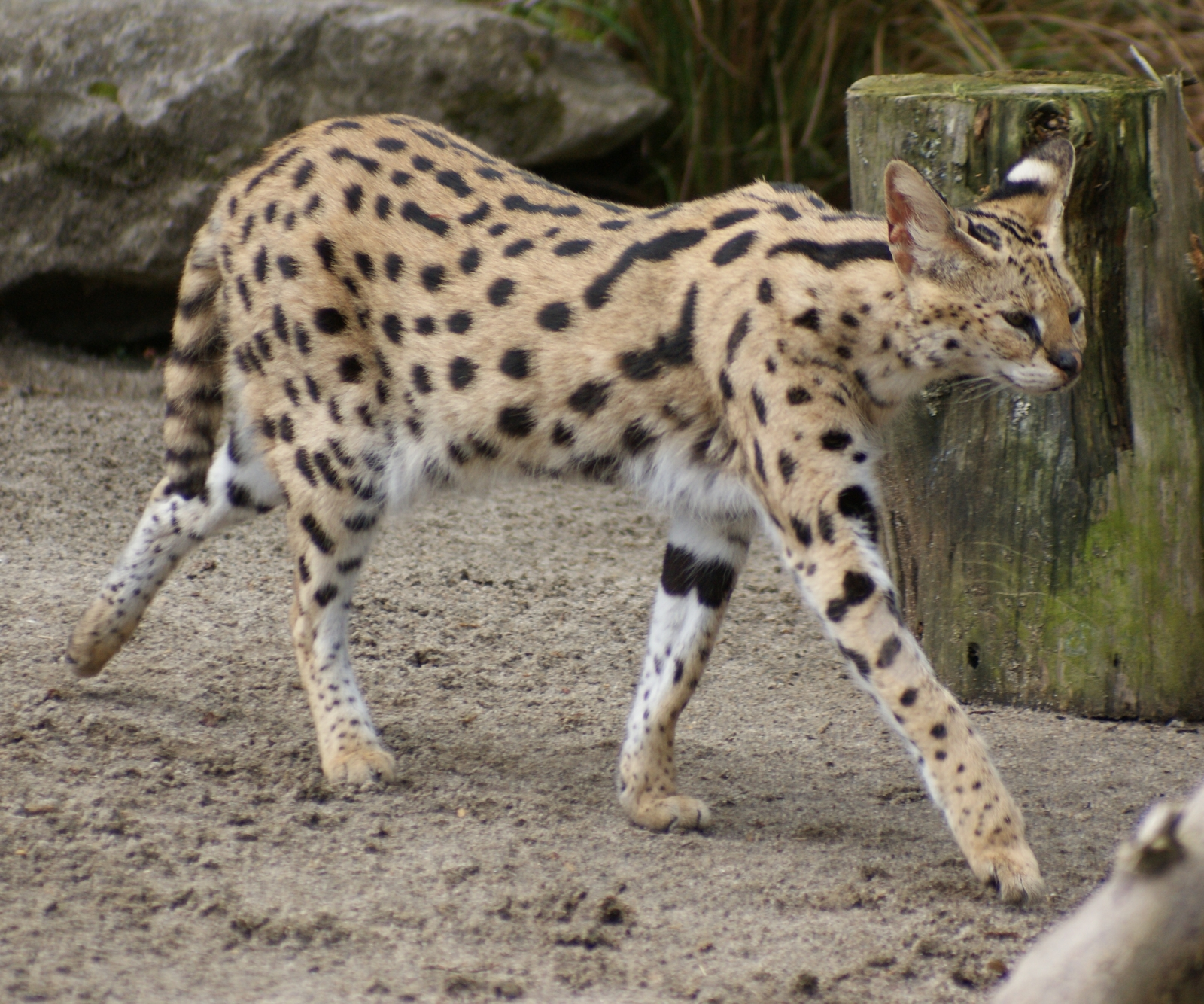
Primo piano di un serval.

Il serval è un felino di medie dimensioni dalle forme snelle; misura 54-62 cm di altezza alla spalla e pesa tra gli 8 e i 18 kg, anche se le femmine tendono ad essere più leggere. In genere la lunghezza del corpo si aggira tra i 67 e i 100 cm. Generalmente i maschi hanno una costituzione più robusta delle femmine. Tra le particolarità fisiche che più lo caratterizzano vi sono una testa piccola, delle grandi orecchie, un mantello con macchie e strisce e una breve coda dalla punta nera lunga circa 30 cm. Rispetto alle dimensioni generali del corpo, il serval è il felino con le zampe più lunghe, soprattutto a causa della straordinaria lunghezza delle ossa metatarsali del piede. Anche le dita sono allungate, e insolitamente mobili.
Il manto presenta una colorazione di fondo variabile dal giallo oro al beige, ricoperta da un gran numero di macchie e strisce nere. Le macchie mostrano una grande variazione nelle dimensioni. Sono noti anche serval melanici. Tra le caratteristiche facciali proprie della specie figurano gli occhi di colore marroncino o verdognolo, vibrisse bianche sul muso e vicino alle orecchie, orecchie grandi come quelle di un gatto domestico (ma più grandi in rapporto alle dimensioni della testa) e nere sul retro, al centro del quale si trova una banda orizzontale bianca, mento biancastro e macchie e strisce sulle guance e sulla fronte. Tre o quattro strisce nere corrono dal retro della testa fino alle spalle, dove si frammentano in file di macchie. L'addome, di colore bianco, è ricoperto da un sottopelo folto e morbido e da soffici peli di guardia (lo strato di pelliccia a protezione del sottopelo) lunghi 5-10 cm. Al contrario, i peli di guardia che si trovano su collo, sul dorso e sui fianchi misurano 3 cm al massimo, e quelli della faccia raggiungono a malapena 1 cm. Le orecchie, posizionate molto vicine tra loro, hanno la parte posteriore di colore nero, al centro della quale si trova una banda longitudinale bianca; esse possono ruotare fino a 180 gradi indipendentemente l'una dall'altra. Nel serval sono particolarmente sviluppati i sensi dell'olfatto, dell'udito e della vista.

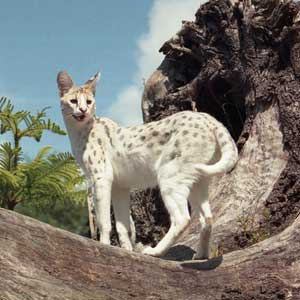
Un esemplare leucistico al Big Cat Rescue.

Il serval è simile nell'aspetto ad un'altra specie con cui condivide l'areale, il caracal, ma lascia impronte più strette, ha il cranio più rotondo ed è privo dei ciuffi sulle orecchie caratteristici di quest'ultimo. Il gatto dorato africano è di colore più scuro e presenta caratteristiche del cranio differenti. Il serval può ricordare il ghepardo per struttura e disegno del mantello, ma non per le dimensioni. Inoltre, condivide alcuni adattamenti agli habitat di palude con il gatto della giungla: entrambi questi felini hanno orecchie grandi e appuntite che consentono loro di localizzare la preda con successo e lunghe zampe che permettono loro di spostarsi attraverso il terreno fangoso e l'acqua.

## Biologia

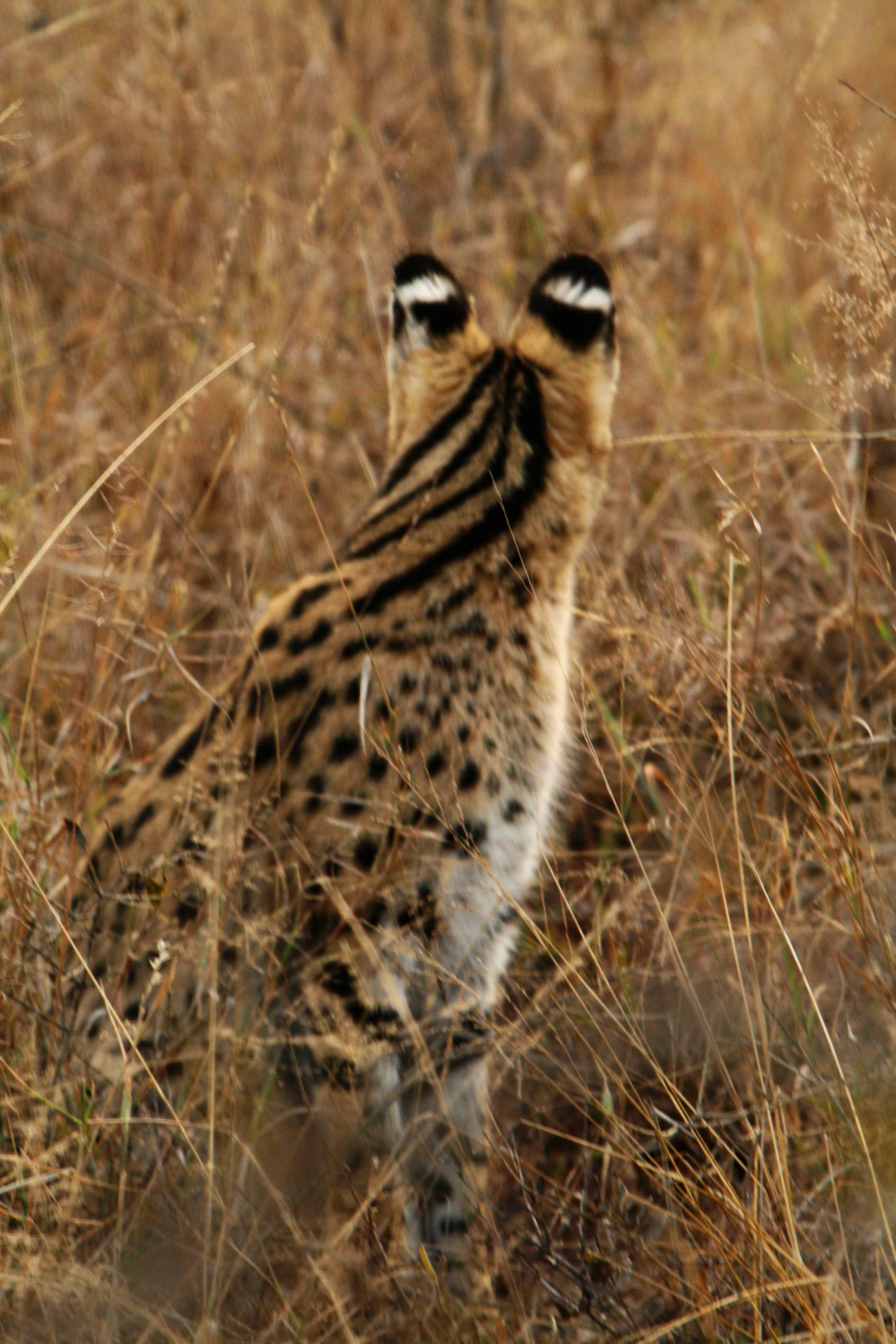
Il serval possiede ocelli sul retro delle orecchie.

I serval sono attivi sia di giorno che di notte; picchi di maggiore attività possono essere riscontrati al mattino presto, intorno al crepuscolo e a mezzanotte. In giornate fredde o piovose possono essere attivi per un periodo di tempo più lungo. Durante le ore più calde della giornata, riposano o si puliscono all'ombra dei cespugli o dell'erba. Sono generalmente animali piuttosto cauti, sebbene possano essere meno vigili quando non ci sono grandi carnivori o animali da preda in giro. Ogni notte, camminando, possono coprire distanze di 2-4 km. Spesso i serval utilizzano particolari sentieri per raggiungere determinate aree di caccia. Conducono un'esistenza solitaria, con interazioni sociali ridotte al minimo, fatta eccezione per la stagione degli amori, quando le coppie possono trascorrere un po' di tempo insieme. L'unico legame sociale di lunga durata sembra essere quello tra la madre e i suoi piccoli, che lasciano la madre solo quando hanno un anno di età.
Sia i maschi che le femmine stabiliscono propri home range, e sono più attivi solo in determinate regioni (note come core areas, «aree principali») all'interno di essi. La superficie di questi territori può variare da 10 a 32 km²; la densità delle prede, la disponibilità di ripari e le interferenze umane potrebbero essere fattori significativi nel determinare le loro dimensioni. I territori possono sovrapporsi ampiamente tra loro, ma gli occupanti mostrano sempre interazioni ridotte al minimo. Gli incontri aggressivi sono rari, in quanto i serval sembrano evitarsi reciprocamente piuttosto che combattere e difendere i propri territori. Le manifestazioni di aggressività comportano il movimento verticale della testa (contrariamente al movimento orizzontale osservato in altri felini), il sollevamento dei peli e della coda, l'esibizione dei denti e della banda bianca sulle orecchie, e l'emissione di miagolii. Gli individui contrassegnano i loro territori e i percorsi preferiti spruzzando urina sulla vegetazione vicina, lasciando cadere gli escrementi lungo il cammino e sfregando la bocca sull'erba o sul terreno mentre rilasciano saliva. I serval tendono ad essere sedentari, spostandosi di appena pochi chilometri anche se costretti a lasciare il loro territorio.
Il serval è vulnerabile agli attacchi delle iene, dei leopardi, dei licaoni e dell'aquila marziale. Cerca sempre un rifugio per sfuggire alla loro vista e, se il predatore è molto vicino, fugge immediatamente a grandi balzi con la coda sollevata, cambiando frequentemente direzione. Il serval è un ottimo scalatore, anche se si arrampica solo raramente; una volta è stato visto un esemplare che si era arrampicato su un albero a più di 9 m di altezza per sfuggire ad alcuni cani. Come molti felini, il serval è in grado di fare le fusa; emette anche una sorta di acuto cinguettio e può soffiare, schiamazzare, ringhiare, grugnire e miagolare.

### Alimentazione

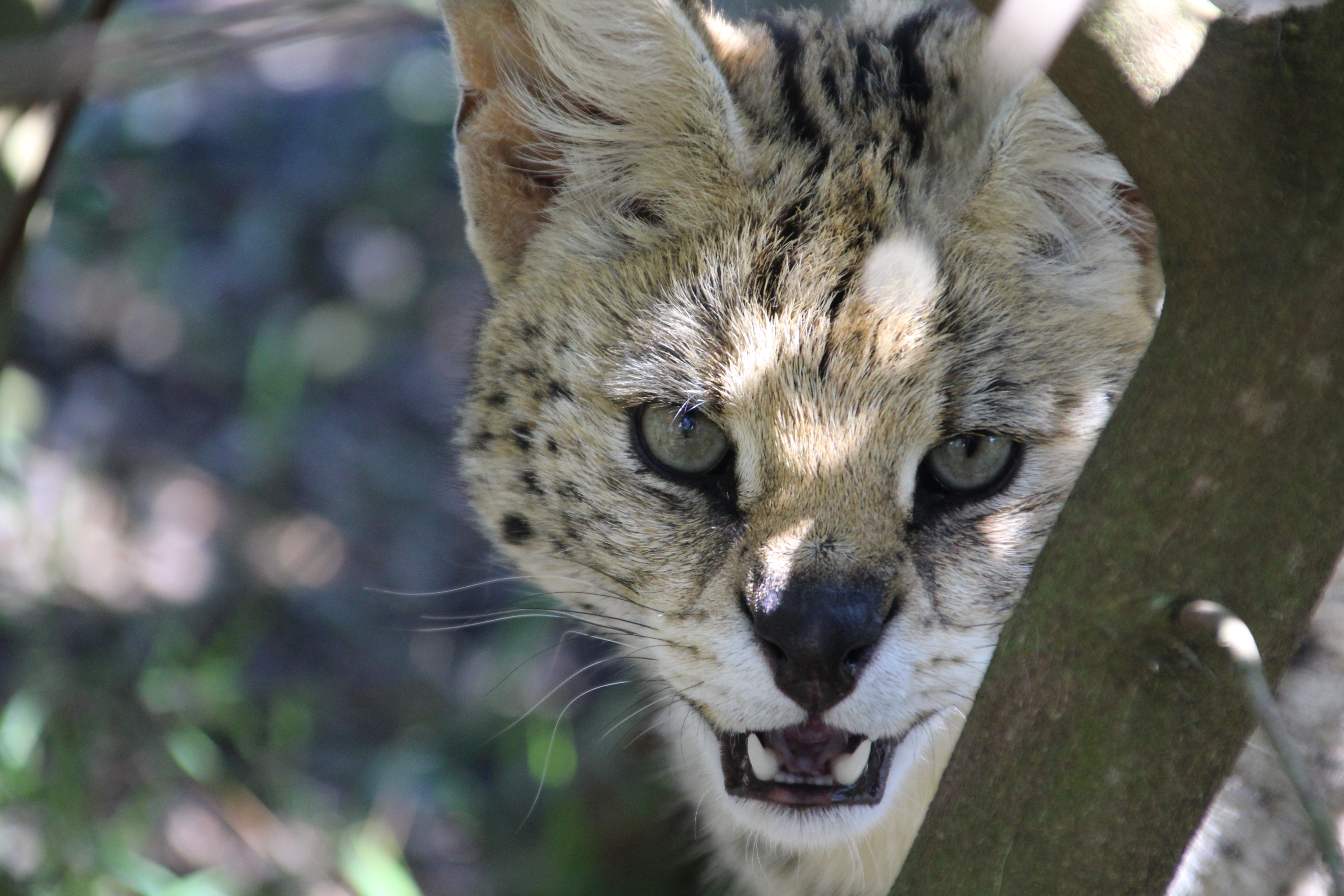
Un serval in Sudafrica

Il serval è un carnivoro che preda roditori, in particolare ratti delle paludi, piccoli uccelli, rane, insetti e rettili, e si nutre anche di erba che può facilitare la digestione o agire come emetico. Fino al 90% degli animali predati pesa meno di 200 g; occasionalmente caccia anche prede più grandi come cefalofi, lepri, fenicotteri e giovani antilopi. La percentuale di roditori nella dieta è stata stimata all'80-97%. Oltre ai ratti delle paludi, altri roditori segnalati frequentemente nella dieta del serval sono l'arvicante del Nilo, il topo pigmeo sudafricano e il topo multimammato.
I serval individuano la preda grazie al loro acuto senso dell'udito. Per uccidere una piccola preda, il serval la insegue lentamente, poi si avventa su di essa con le zampe anteriori rivolte verso il petto e infine vi atterra sopra con le zampe distese. La preda, ricevendo un colpo da una o da entrambe le zampe del felino, rimane stordita, e il serval le dà un morso sulla testa o sul collo e immediatamente la ingoia. I serpenti ricevono un numero maggiore di colpi, e perfino di morsi, e possono essere mangiati anche mentre si muovono ancora. Le prede più grandi, come gli uccelli di maggiori dimensioni, vengono abbattute con uno sprint seguito da un salto per catturarle mentre stanno cercando di fuggire e vengono mangiate lentamente. Alcuni serval sono stati visti nascondere sotto foglie secche o ciuffi d'erba grosse prede catturate, per poi tornare a mangiarle successivamente. In genere i serval si sbarazzano degli organi interni dei roditori mentre li mangiano, e spennano gli uccelli prima di consumarli. Durante un salto, un serval può raggiungere un'altezza superiore a 2 m dal suolo e coprire una distanza orizzontale anche di 3,6 m; il felino è perfino in grado di cambiare direzione a mezz'aria. I serval sembrano essere cacciatori efficienti: durante uno studio condotto a Ngorongoro gli esemplari osservati riuscirono a catturare una preda nella metà dei tentativi di caccia, indipendentemente dal periodo della giornata, e in una madre con i piccoli il tasso di successo raggiunse il 62%. Il numero di catture in un periodo di 24 ore è risultato essere in media di 15-16. Sono stati osservati anche casi di necrofagia, ma molto raramente.

### Riproduzione

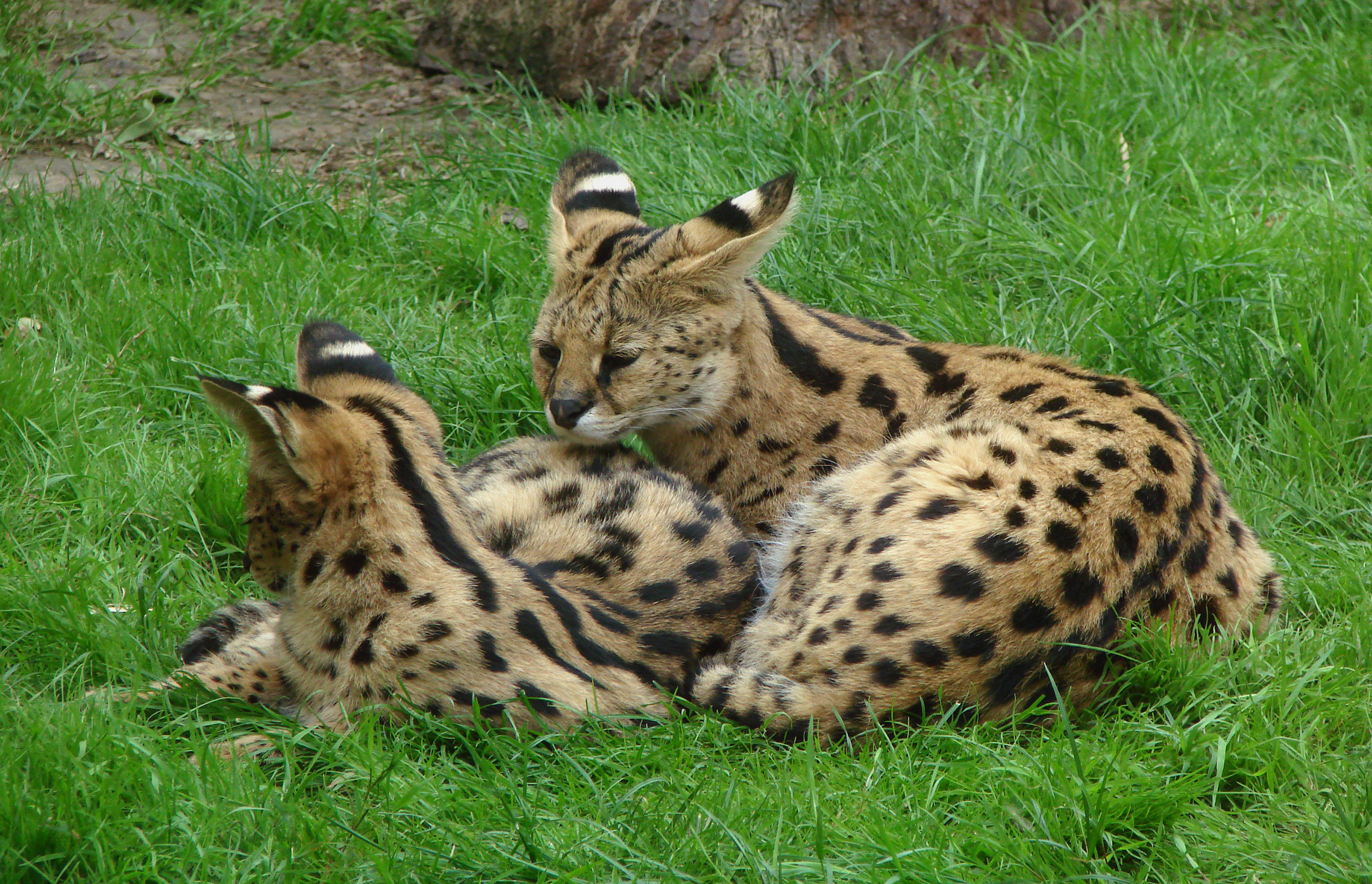
Due giovani serval.

Entrambi i sessi raggiungono la maturità sessuale quando hanno uno o due anni. Nelle femmine l'estro dura da uno a quattro giorni; si verifica in genere una o due volte l'anno, anche se può avere luogo perfino tre o quattro volte nel corso di un anno nel caso la madre perda la propria prole. Le osservazioni effettuate in esemplari in cattività suggeriscono che quando una femmina entra nell'estro aumenta il tasso delle marcature con l'urina sia di lei che dei maschi nelle sue vicinanze. Lo zoologo Jonathan Kingdon ha descritto il comportamento di una femmina di serval in estro nel suo libro del 1997 East African Mammals. In esso annota che vagava irrequieta, spruzzava urina di frequente tenendo la coda eretta in verticale e facendola vibrare, strofinava la testa vicino al punto che aveva marcato, salivava continuamente, emetteva forti e brevi «miagolii» udibili anche a una certa distanza, e strofinava la bocca e le guance contro la faccia di un maschio in avvicinamento. Il periodo in cui ha luogo l'accoppiamento varia a seconda della distribuzione geografica: in Botswana si ha un picco delle nascite in inverno, mentre nel cratere dello Ngorongoro il maggior numero dei piccoli nasce verso la fine della stagione secca. È stato osservato che generalmente, in ogni parte dell'areale, le nascite precedono la stagione riproduttiva dei roditori muridi.
La gestazione dura da due a tre mesi, trascorsi i quali nasce una cucciolata composta da uno a quattro piccoli. Le nascite hanno luogo in aree appartate, ad esempio tra la fitta vegetazione o nelle tane abbandonate da oritteropi e istrici. Ciechi alla nascita, i neonati pesano quasi 250 g e sono ricoperti da un pelo morbido e lanoso (più grigio di quello degli adulti) con macchie poco distinte. Gli occhi si aprono dopo nove-tredici giorni. Lo svezzamento inizia dopo un mese dalla nascita: la madre porta piccole prede ai suoi piccoli e li chiama mentre si avvicina alla «tana». Una madre con la prole riposa per un periodo di tempo notevolmente inferiore e deve impiegare nella caccia quasi il doppio del tempo e delle energie di quanto non facciano altri serval. Se disturbata, la madre sposta i piccoli uno per uno in un posto più sicuro. I piccoli, infine, iniziano ad accompagnare la madre quando va a caccia. A circa sei mesi, sviluppano i canini permanenti e iniziano a cacciare per conto proprio; lasciano la madre a circa 12 mesi di età. Possono raggiungere la maturità sessuale tra i 12 e i 25 mesi di età. L'aspettativa di vita è di circa 10 anni in natura e fino a 20 anni in cattività.

## Distribuzione e habitat

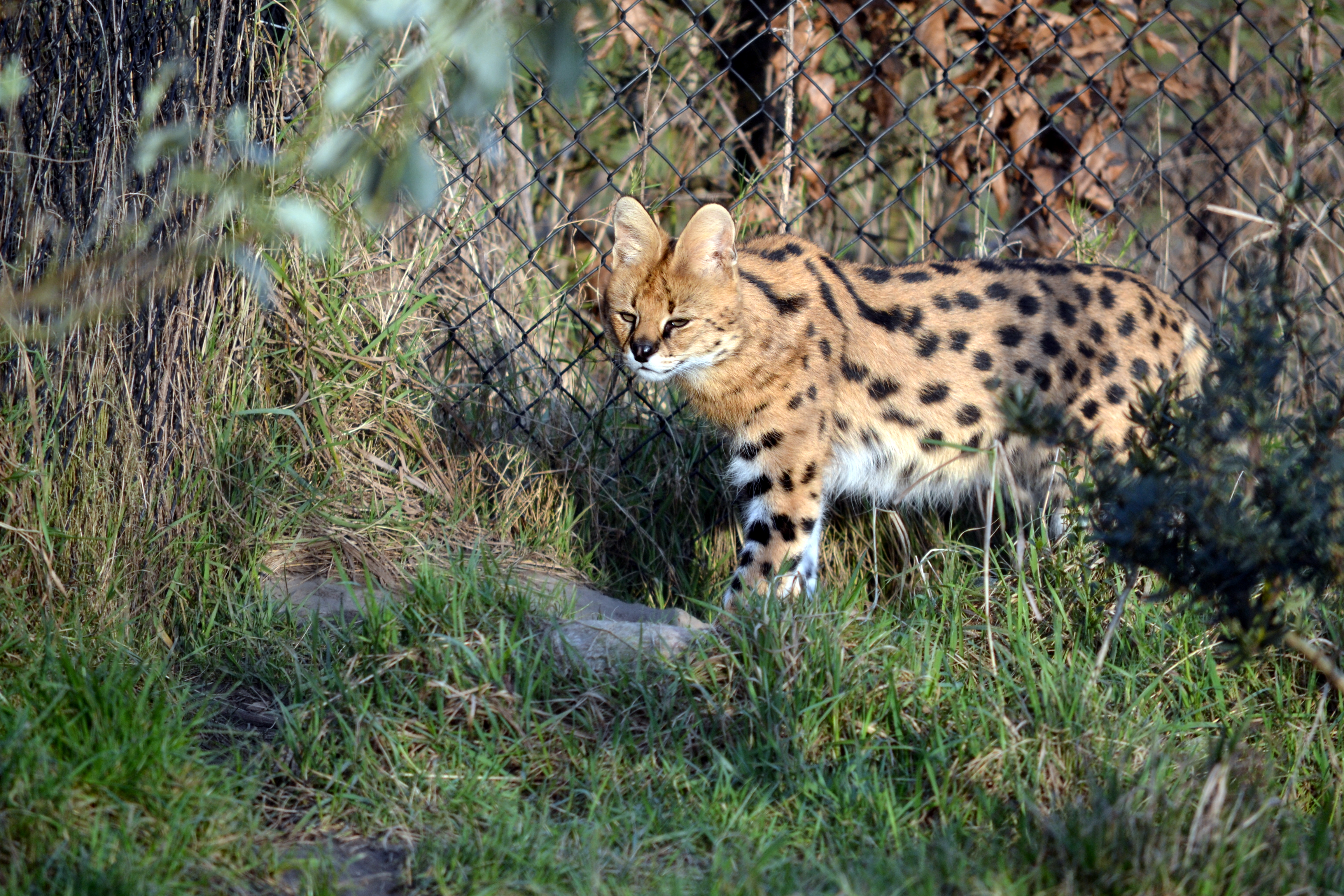
Un serval allo zoo di Rotterdam.

Il serval predilige le aree con una fitta copertura, come canneti e zone ricoperte da erba alta, e quelle vicine agli specchi d'acqua, e si incontra pertanto in zone umide e savane. Di solito evita le foreste pluviali e le zone aride, anche se è possibile incontrarlo in zone semiaride e nelle foreste di quercia da sughero dell'Africa settentrionale, vicino al mar Mediterraneo. È presente anche in praterie, brughiere e boschetti di bambù di alta quota: sappiamo che sul Kilimangiaro si spinge fino a 3800 m. Nel 2011, nel parco nazionale di Luambe (Zambia), è stata registrata una densità di popolazione di 0,1 esemplari per km².
Il serval vive solamente nel continente africano: anche se è raro nell'Africa settentrionale e nel Sahel, è ampiamente diffuso nell'Africa meridionale, dove il suo areale sembra essere in espansione. In Africa settentrionale, il serval è presente solamente in Marocco ed è stato reintrodotto con successo in Tunisia, ma si teme che sia ormai scomparso dall'Algeria.
Tra il 2020 e il 2021 è stato segnalato diverse volte un esemplare femmina, di colore nero e inizialmente scambiato per una pantera, in Italia nella regione Puglia. Il 24 aprile 2021 i Carabinieri Forestali, sono riusciti ad individuarlo e fotografarlo a nord di Bari, identificandolo come un serval, con al seguito dei cuccioli.

## Conservazione
La IUCN (Unione Internazionale per la Conservazione della Natura) classifica il serval come «specie a rischio minimo» (Least Concern); l'animale figura anche nell'Appendice II della CITES. Tra le più gravi minacce per la sopravvivenza del serval figura il degrado delle zone umide e delle praterie. Il commercio delle pelli di questo felino, seppur in diminuzione, persiste tuttora in paesi come il Benin e il Senegal. Nell'Africa occidentale, il serval riveste un ruolo importante nella medicina tradizionale. Spesso i pastori uccidono i serval per proteggere i loro animali, anche se generalmente questi felini non attaccano il bestiame.
Il serval è presente in numerose aree protette sparse in tutto il suo areale. La caccia al serval è proibita in Algeria, Botswana, Repubblica del Congo, Kenya, Liberia, Marocco, Mozambico, Nigeria, Ruanda, Provincia del Capo (Sudafrica) e Tunisia, mentre è soggetta a regolamentazioni in Angola, Burkina Faso, Repubblica Centrafricana, Repubblica Democratica del Congo, Ghana, Malawi, Senegal, Sierra Leone, Somalia, Tanzania, Togo e Zambia.

## Rapporti con l'uomo
I primi rapporti tra serval ed esseri umani risalgono all'epoca dell'Antico Egitto. Nell'arte egiziana questi animali vengono raffigurati come doni od oggetti di scambio provenienti dalla Nubia.
Come molte altre specie di felini, i serval vengono occasionalmente allevati come animali da compagnia, anche se a causa della loro natura selvaggia il possesso di uno di questi animali è regolamentato nella maggior parte dei paesi.

## Ibridi
Il 7 aprile 1986 nacque un gattino ibrido, in perfetta salute, dall'accoppiamento tra un maschio di serval e una gatta domestica; questo gattino era più grande di un tipico gattino domestico e assomigliava molto al padre nella colorazione del mantello. Tuttavia, sembrava aver ereditato alcune caratteristiche domestiche, come la docilità, dalla madre. I gatti ibridi come questo, noti come savannah, possono avere l'abitudine di seguire il loro proprietario proprio come dei cani, e possono essere buoni nuotatori. Nel corso degli anni, i savannah hanno guadagnato popolarità come animali da compagnia.